# Сива (оазис)

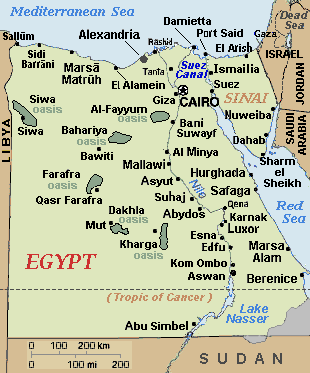
Оазис Си́ва на карте Египта

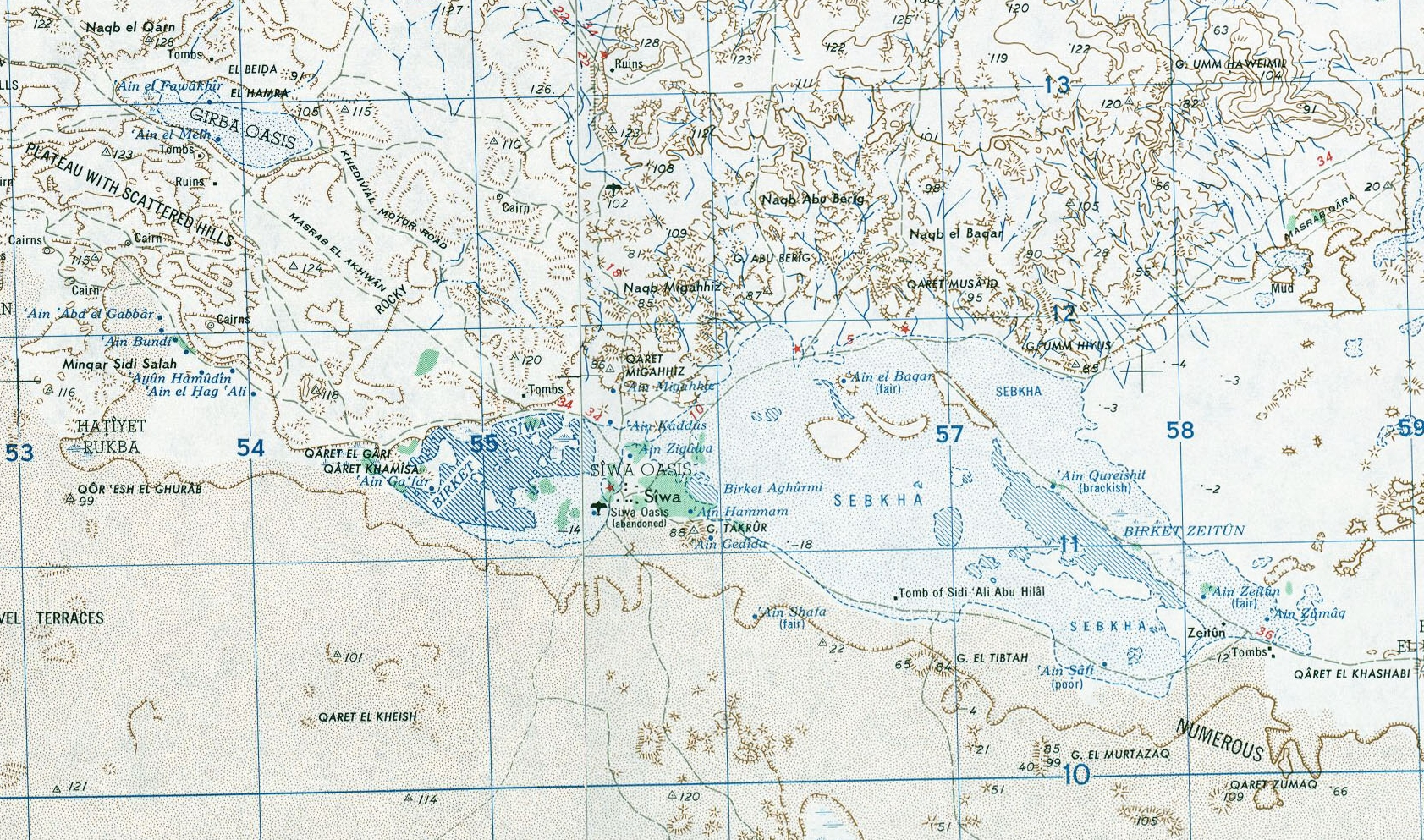
Часть карты оазиса Си́ва

Си́ва (араб. سيوة‎ [ˈsiːwæ]; копт. Ⲥⲓⲟⲩⲁϩ, Сиуах; бербер. ⵉⵙⵉⵡⴰⵏ, Исиуан) — оазис в Египте, расположен в мухафазе Матрух, в 50 км от границы с Ливией. Находится примерно в 300 км к юго-западу от побережья Средиземного моря, во впадине Каттара, на 18 метрах ниже уровня моря. Размеры оазиса 50 на 20 км.

## Этимология
| sxt | iAm | iAm | iAm | xAst |

| sxt | iAm | iAm | iAm | xAst |

Древнеегипетское название Сивы — Сехт-аму, что переводится как «Поле деревьев». Исконный ливийский топоним, возможно, сохранился в египетском t̠ꜣ(j) n d̠rw "tꜣj на конце, где tꜣ транскрибировало местное палеоберберское название *Se или *Sa. Это название сохранилось в работах мусульманских географов как араб. انترية‎ Santariyyah.
Этимология слова Сива неясна. Шампольон выводит его из ⲥⲟⲟⲩϩ — искаженного египетского слова, означающего «оазис», ⲟⲩⲁϩ. Дополнительным доказательством египетского происхождения названия Сива является другое название местности в оазисе Харга, которое может иметь ту же этимологию — S.t-wȝḥ). Бассет Рене связывает его с берберским племенным названием swh, засвидетельствованным дальше на запад в ранний исламский период, в то время как Илахиан, следуя за Чафиком, связывает его с берберским словом asiwan, разновидностью хищной птицы, и, следовательно, с Амоном-Ра, одним из символов которого был сокол. Некоторые античные авторы называли это место «Аммонием».

## География и климат
Оазис Сива находится в глубокой впадине, которая опускается ниже уровня моря примерно на 19 метров. На западе оазис Джагбуб находится в аналогичной впадине, а на востоке большая впадина Каттара также находится ниже уровня моря.

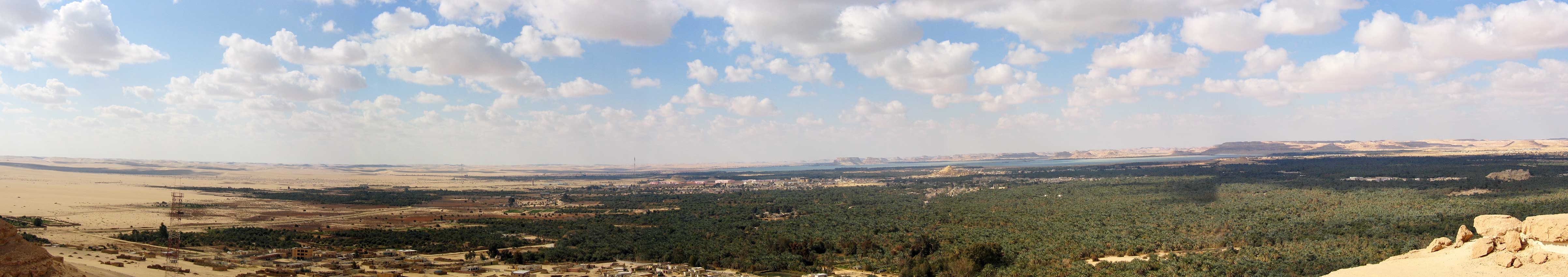
Панорамный снимок оазиса Сива с горы Дакрур: Дакрур, Сива, Агурми.

Тип климата жаркий пустынный (BWh) по классификации климатов Кёппена, как и в остальном Египте.
| Показатель                    | Янв. | Фев. | Март | Апр. | Май  | Июнь | Июль | Авг. | Сен. | Окт. | Нояб. | Дек. | Год  |
| ----------------------------- | ---- | ---- | ---- | ---- | ---- | ---- | ---- | ---- | ---- | ---- | ----- | ---- | ---- |
| Абсолютный максимум, °C       | 29,3 | 34,6 | 41,6 | 44,8 | 48,0 | 48,2 | 45,2 | 46,2 | 42,8 | 41,9 | 37,5  | 29,0 | 48,2 |
| Средний суточный максимум, °C | 19,3 | 21,5 | 24,5 | 29,9 | 34,0 | 37,5 | 37,5 | 37,0 | 34,6 | 30,5 | 25,0  | 20,5 | 29,3 |
| Средняя температура, °C       | 12,1 | 14,0 | 17,3 | 21,9 | 25,8 | 29,2 | 29,9 | 29,4 | 27,1 | 22,8 | 17,3  | 13,2 | 21,7 |
| Средний суточный минимум, °C  | 5,6  | 7,1  | 10,1 | 13,7 | 17,8 | 20,4 | 21,7 | 21,4 | 19,5 | 15,5 | 10,2  | 6,5  | 14,1 |
| Абсолютный минимум, °C        | −2,2 | −1,3 | 0,3  | 5,7  | 7,5  | 14,0 | 17,5 | 15,9 | 11,7 | 7,8  | 2,9   | −0,7 | −2,2 |
| Норма осадков, мм             | 56   | 50   | 46   | 38   | 34   | 33   | 37   | 41   | 44   | 50   | 56    | 59   | 45,3 |
| Источник: NOAA                |      |      |      |      |      |      |      |      |      |      |       |      |      |

## История

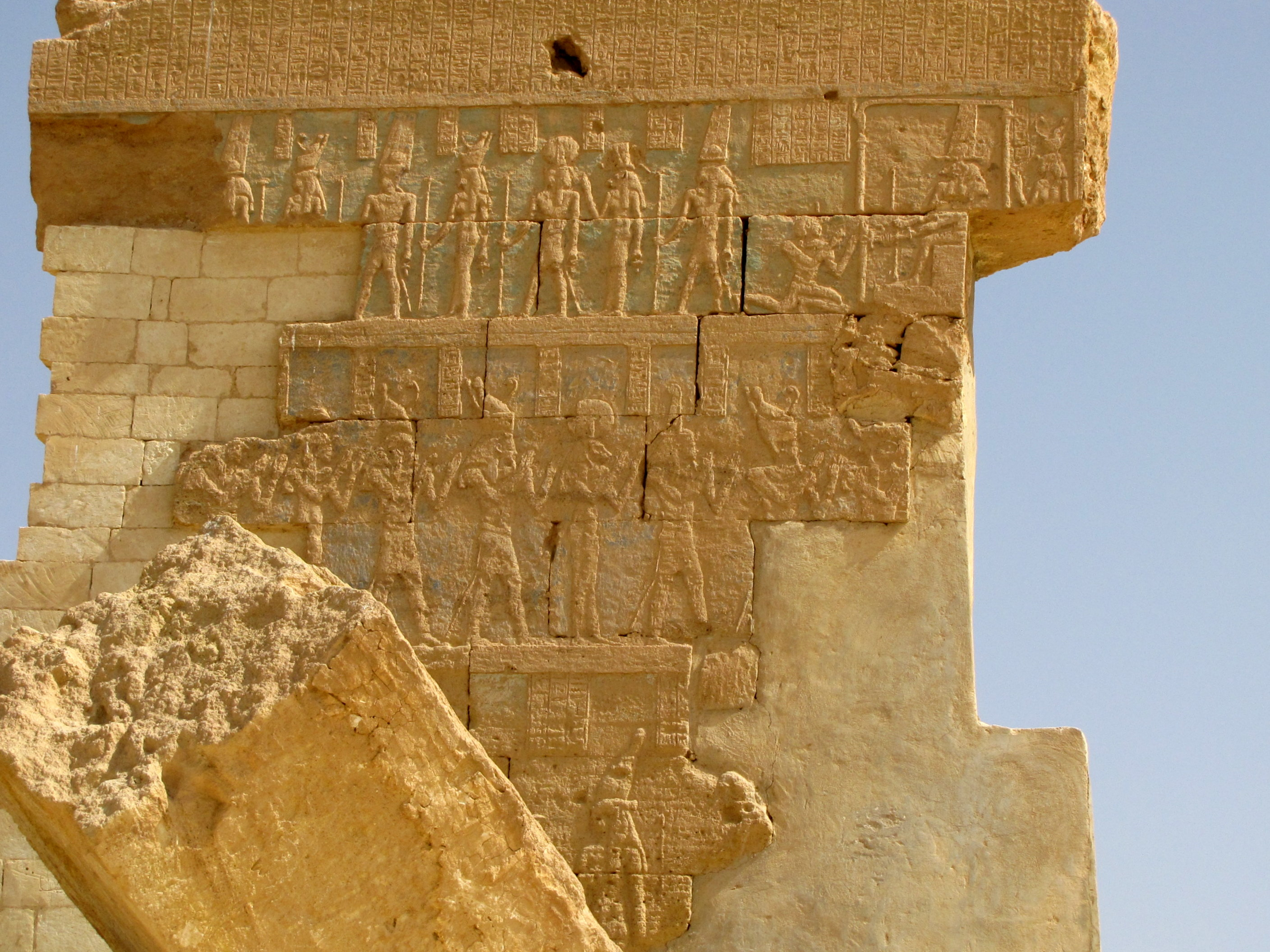
Последняя сохранившаяся стена в храме Амона в Умм-Убейде.

Хотя известно, что оазис был заселён с древнейших времён, первое упоминание о Сиве относится ко временам XXVI династии фараонов, когда был сооружён некрополь.
В оазисе располагался один из самых известных храмов бога Амона, поэтому его древнее название — Аммона (Аммонский оазис). Шампольон выводит современное название от коптского ⲟⲩⲁϩ "оазис", аналогичный топоним S.t-wȝḥ (совр. Дейр эль-Хагар) существует в соседнем оазисе Харга. Предполагаемый ливийский эндоним t̠3(j) (реконструированное произношение *Се или *Са), возможно, сохранен в другом древнеегипетском названии оазиса t̠3(j) n d̠rw "t̠3(j) на краю (Египта)", а также средневековом арабском Сантарийя (араб. سنترية‎).
Греческие колонисты из Киренаики имели контакты с Сивой примерно в то же время (VII век до н. э.), и во времена Геродота уже был известен храм оракула Амона (греческого Зевс-Аммона). В 525 году до н. э. персидский царь Камбис II, после покорения Египта отправил 50 тыс. воинов для покорения Сивы, но они бесследно исчезли в пустыне (вероятно, во время песчаной бури). Около сер. IV в. до н. э. местный ливийский князь Ун-амун признал власть царя Египта Нектанеба II. Ун-амун воздвиг в оазисе египетский храм в честь Амона, в котором изобразил себя подданным египетского фараона.
По сообщениям многих античных авторов (напр. Арриана), перед завоеванием Персии Александр Македонский посетил Сиву, расположенный здесь знаменитый оракул Амона объявил ему о его божественной природе и назвал законным фараоном Египта.
Сведения о христианстве в Сиве вызывают сомнение. Однако в 708 году население Сивы оказало сопротивление исламской армии, во время своего похода Муса ибн Нусайр при вторжении в оазис нашёл здесь хорошо укреплённый город с железными воротами, который он не смог взять, оазис был неподконтролен мусульманской власти до 969 года, когда он был всё же захвачен. Однако даже после захвата мусульманами оазиса, местные жители упорно не принимали ислам до XII столетия. Местный манускрипт, датируемый 1203 годом, упоминает, что в оазисе проживало всего семь семей из 40 человек.

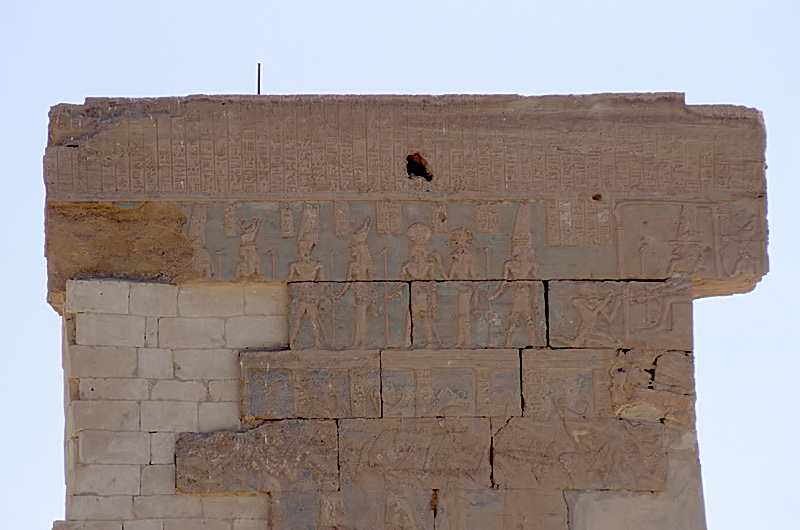
Фрагмент восточной стены храма Амона, Умм-Убайда, впадина Сива, Египет.

В XII веке Мухаммад аль-Идриси упоминает, что он был населён в основном берберами с арабским меньшинством; столетием ранее Абу Убайд аль-Бакри утверждал, что там жили только берберы. Египетский историк Аль-Макризи побывав в Сиве в XV веке писал, что язык местных жителей: «похож на язык зената».

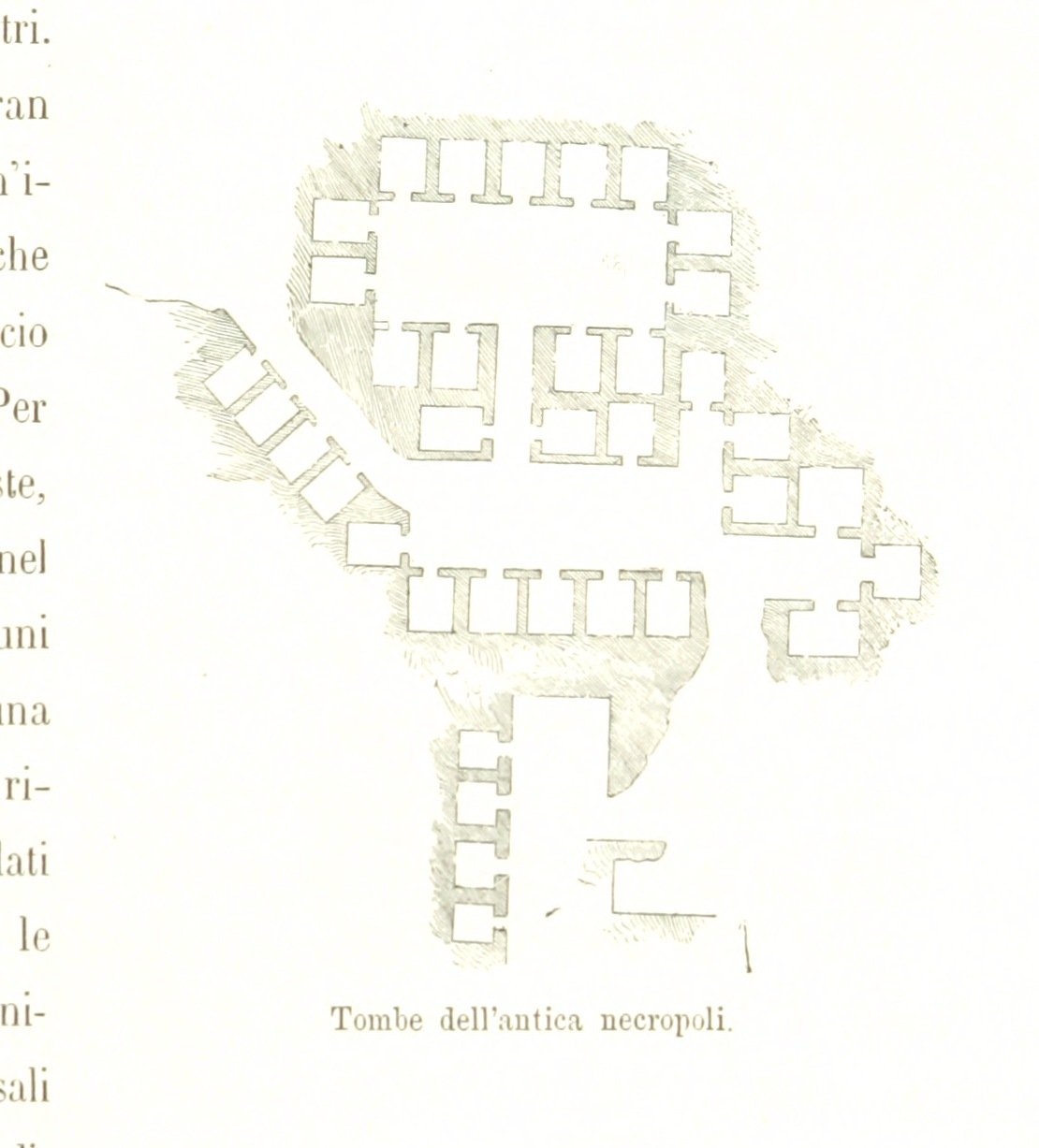
Храм Амона в некрополе Сива (1890 год); автор: Робекки-Бричетти, Луиджи.

Первым европейцем, посетившим это место со времён Римской империи, был английский путешественник Уильям Джордж Браун, который приехал сюда в 1792 году, чтобы увидеть древний храм оракула Амона. Бомпиани в своём описании исследователя XIX-го века Луиджи Робекки Бричетти назвала это место оазисом Юпитера Амона.
Мухаммед Али Египетский присоединил Сиву к Египту в 1820 году, но его власть была непрочной, назначенный им глава местной администрации был убит в 1838 году. В какой-то момент Мухаммад ибн Али ас-Сануси пробыл в Сиве несколько месяцев и собрал здесь несколько последователей. Позже Сива была базой сануситов в их борьбе против англичан с 1915 по 1917 год. В то же время, весной 1893 года немецкий исследователь и фотограф Герман Бурхардт сделал фотографии архитектуры главного города Сивы, которые сейчас хранятся в Этнологическом музее Берлина.
Египетская власть из далекого Каира поначалу была крайне слаба и сопровождалась несколькими восстаниями. Египет начал устанавливать более жёсткий контроль после визита в оазис в 1928 году короля Фуада I, который определил новые правила управления и упорядочил местное законодательство.
В Сиве произошло несколько сражений во времена Первой и Второй мировых войн. Здесь базировалась британская диверсионная группа (LRDG), но немецкий Африканский корпус также трижды проникал в оазис. Немецкие солдаты купались нагишом в озере оракула, вопреки местным обычаям, которые запрещают публичное обнажение. В 1942 году, когда итальянская 136-я пехотная дивизия Джовани Фашисти оккупировала оазис, в Сиве было создано крошечное египетское марионеточное правительство. Оазис ненадолго появляется в качестве базы LRDG в военной драмме 1958 года Трудный путь в Александрию.

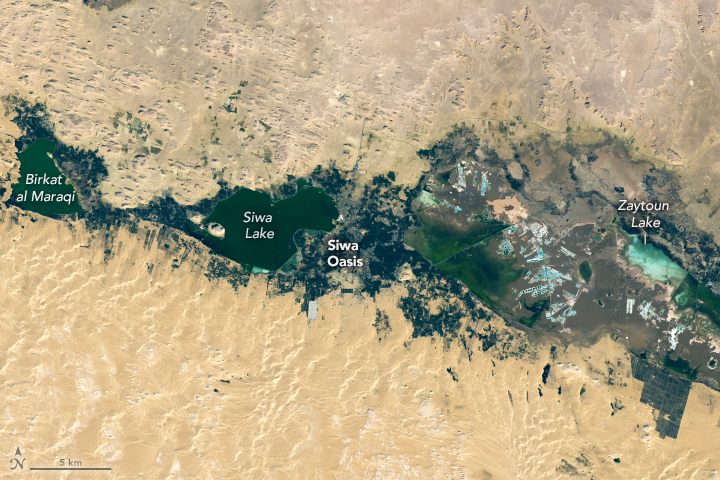
Сива из космоса 23 января 2023 года.

В 2007 году в Сиве египетские археологи обнаружили окаменевшие отпечатки, напоминающие человеческую ступню, которые, по их мнению, могут оказаться самыми древними человеческими следами в истории.
Согласно углеродным тестам, проведённым египетскими специалистами над останками растений в найденной окаменелости, возраст отпечатка оценивается в 3,6 миллиона лет.
По мнению Генерального секретаря Египетского верховного совета по древностям Захи Хавасса, это может стать самым важным открытием в Египте.
Древний город-крепость Сивы, известный как Шали-Гади (Шали – название города, а Гади означает «отдалённый»), был построен на природной скале (инзельберг) и сложен из кершифа (соляного и глинобитного кирпича) и пальмовых брёвен. После того, как город был разрушен в результате трехдневного ливня в 1926 году, он был заброшен ради новых домов на окружающей его равнине. Только одно здание в комплексе Шали было отремонтировано и используется в настоящее время – мечеть. Постепенно размываемый редкими дождями и медленно разрушающийся, Шали остаётся выдающейся достопримечательностью, возвышаясь на пять этажей над современным городом и освещаемый ночью прожекторами. К нему легче всего подобраться с юго-западной стороны, к югу от конца асфальтированной дороги, которая огибает Шали с северной стороны. От юго-западной оконечности Шали к нему ведут несколько неровных пешеходных улиц, земля местами прорезана глубокими трещинами. Многие из неармированных зданий кершифа, граничащих с улицами Шали, также расколоты большими трещинами или частично обрушились.
Другие местные исторические достопримечательности, представляющие интерес, включают остатки храма оракула; Гебель аль-Мавта (Гора мертвых), некрополь римской эпохи с десятками высеченных в скале гробниц; и «Купальня Клеопатры», античный природный источник. Фрагментарные остатки храма оракула с некоторыми надписями, датируемыми IV веком до нашей эры, находятся в руинах Агурми. Предсказания оракула приобрели дурную славу во время римского владычества в Египте.

## Население
Около 80 км в длину и 20 км в ширину, оазис Сива является одним из самых изолированных в Египте с населением около 25 000 человек, в основном берберов, которые развили очень изолированную культуру пустыни и язык под названием сиуа; они также свободно владеют египетским диалектом арабского, который называется масри, что означает «египетский». В центре оазиса находится город, население которого насчитывает около 7000 человек.

### Культура

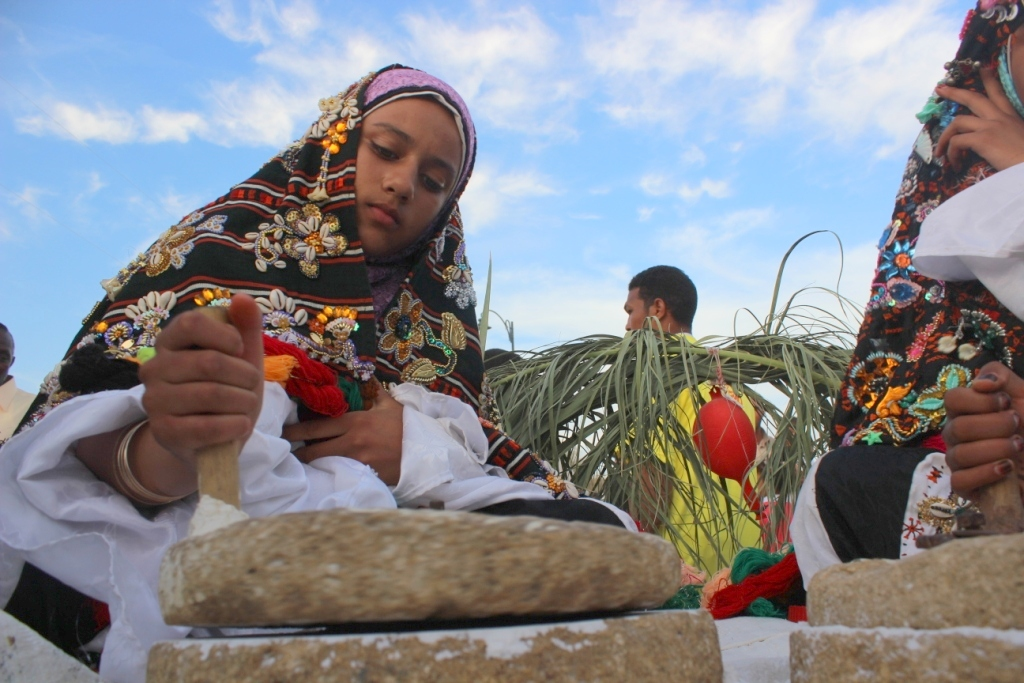
Девушка, одетая в традиционное платье берберов Сивы, мелет соль.

Традиционная культура Сивы демонстрирует множество уникальных элементов, некоторые из которых отражают её давние связи с жизнью в изолированном оазисе и тот факт, что коренные жители это берберы. До тех пор, пока в 1980-х годах не была построена асфальтированная дорога к побережью Средиземного моря, единственной связью Сивы с внешним миром были труднопроходимые караванные тропы через пустыню. Они использовались для экспорта фиников и оливок, доставки торговых товаров или перевозки паломников по маршруту, который связывал Магриб с Каиром и, следовательно, с Меккой.
В результате этой изоляции Сивы, местные жители развили уникальную культуру, проявляющуюся в плетении корзин, гончарном деле, серебрении и вышивке, а также в стиле одежды. Наиболее заметными и прославленными примерами этого были свадебное серебро и ансамбль серебряных украшений и бус, которые женщины в изобилии носили на свадьбах и других церемониях. Эти изделия были украшены символами, которые имели отношение к истории Сивы, её верованиям и мировоззрению.

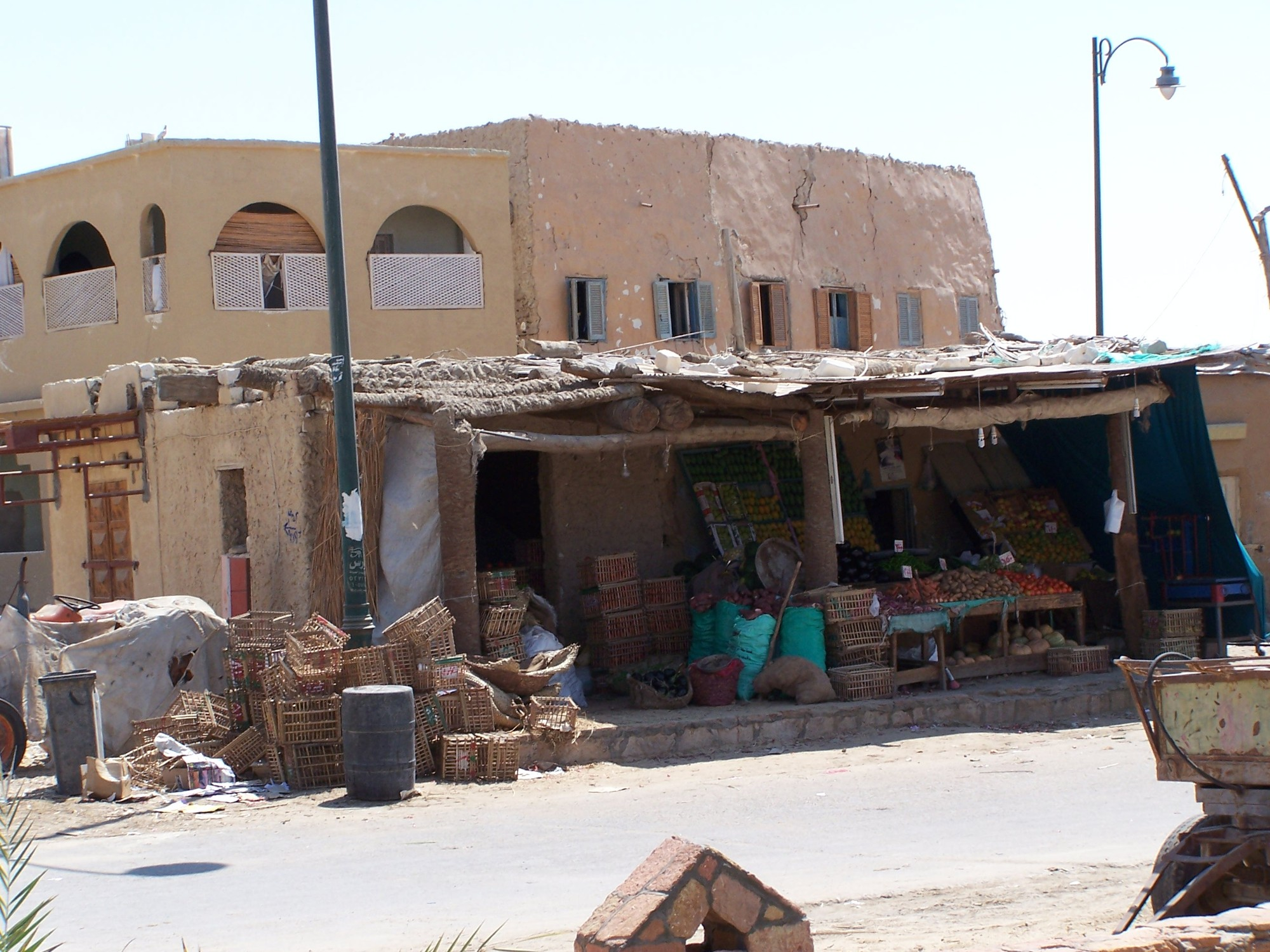
Местный овощной прилавок.

Самым известным из этих украшений является огромный серебряный диск под названием «абрам» и колье вокруг него под названием «аграв», с которого оно свисает на грудь. По местной традиции девушка отдаёт диск на специальной церемонии весной, в день своего замужества. Украшения, изготовленные местными мастерами по серебру, состоят из серебряных ожерелий, серег, браслетов, украшений для волос, подвесок и множества колец. Для богатой женщины полный ансамбль может весить целых пять или шесть килограммов. Эти изделия украшены символами, характерными для берберов по всей Северной Африке, призванными способствовать хорошему здоровью, плодовитости и защищать владельца от несчастий. Некоторые из тех же знаков и узоров встречаются на вышивке, которая украшает женские платья, брюки и шали.
Появление дорог и телевидения познакомило оазис со стилями и модой внешнего мира, и традиционные серебряные украшения постепенно были заменены ювелирными изделиями из золота. Однако свидетельства старых стилей и традиций всё ещё присутствуют в женской вышивке и костюме. Материал для «тарфутет», характерной женской шали, закрывающей все тело, привозят из-за пределов оазиса, в частности из города Кирдаса в провинции Гиза.

Берберские украшения из Сивы
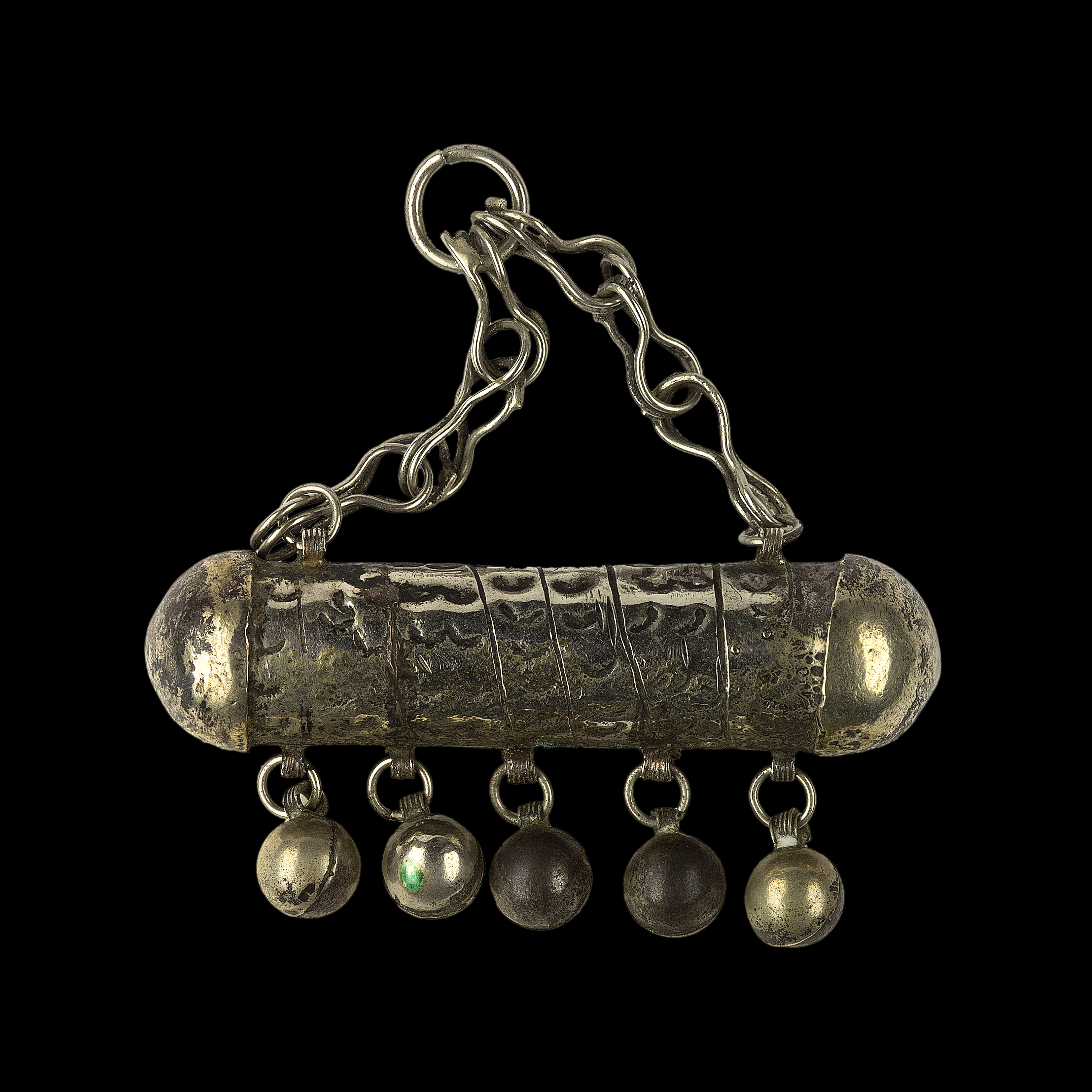
Серебряная подвеска с гравировкой Корана-шкатулка
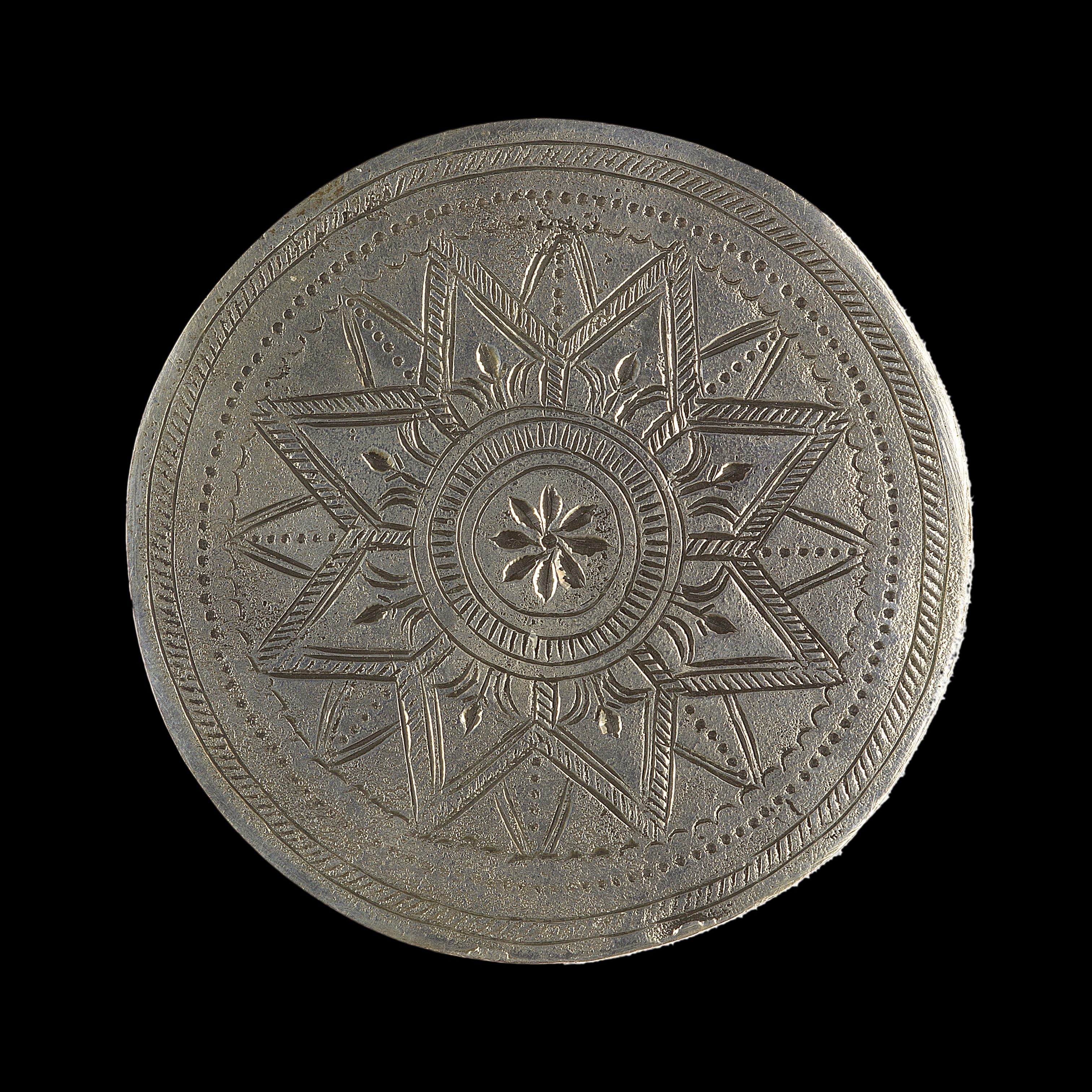
Серебряное кольцо
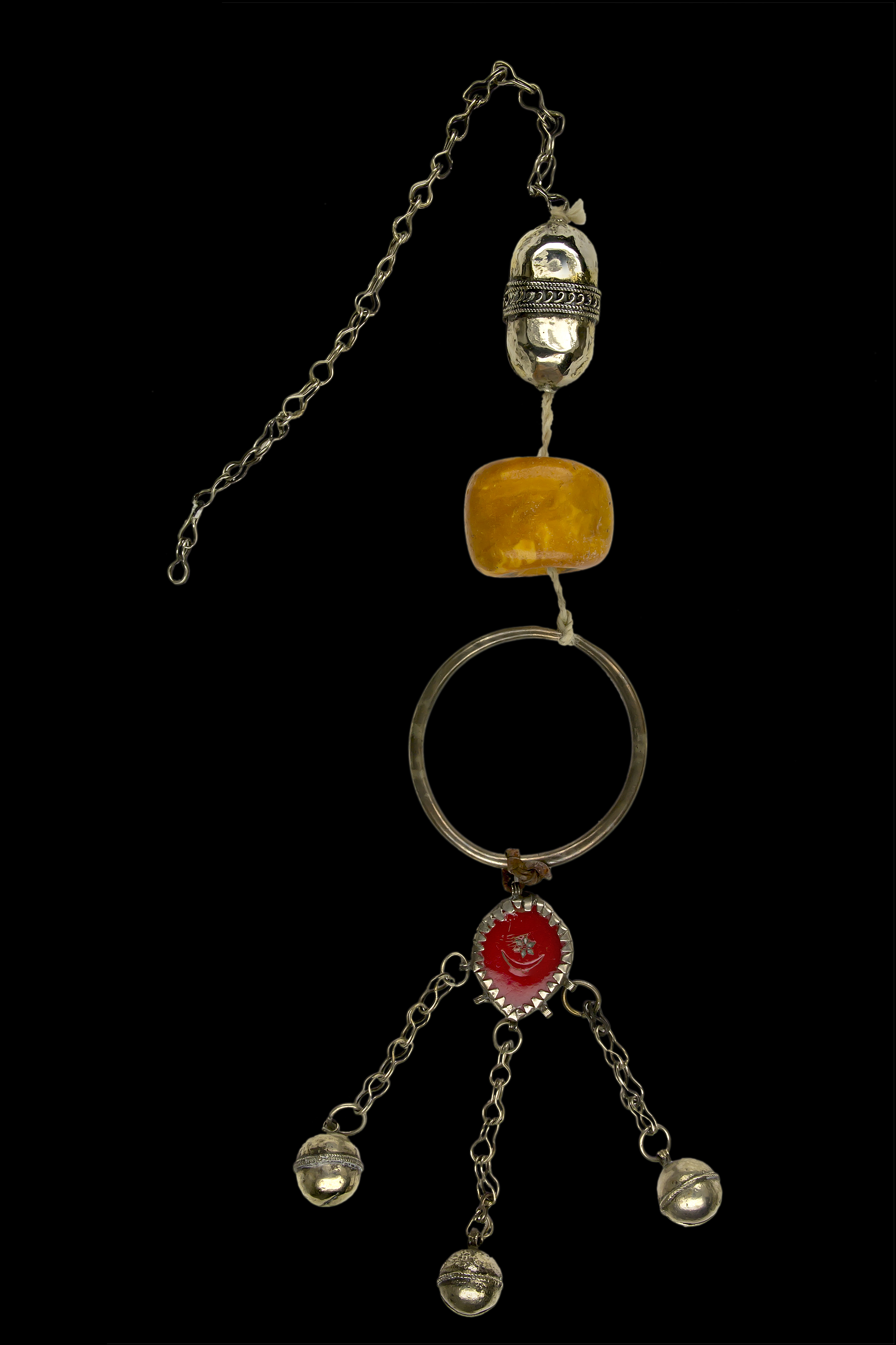
Серебряное украшение для ушей
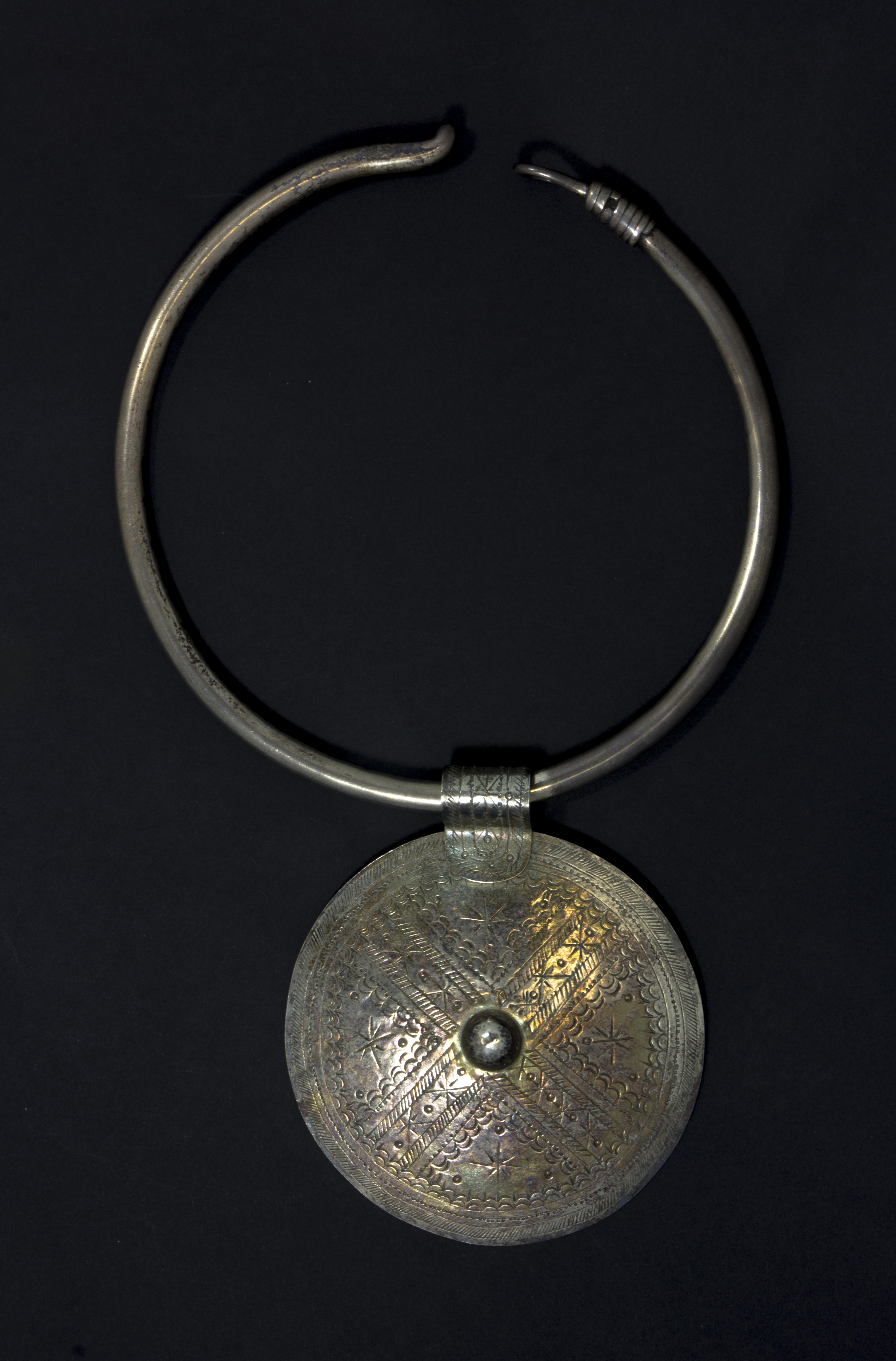
Серебряный диск и круглое ожерелье (торк)

### Фестивали и праздники
Сиванцы очень религиозны, поэтому в Рамадан они, как правило, закрывают все магазины и остаются дома на весь месяц. Как и другие египтяне-мусульмане, сиванцы празднуют Ураза-байрам и Курбан-байрам. Однако, в отличие от других египтян, на Курбан-байрам сиванцы готовят овечью шкуру (вместе с внутренностями) в качестве праздничного деликатеса, предварительно удалив шерсть. Они также едят сердцевину пальмы (agroz).

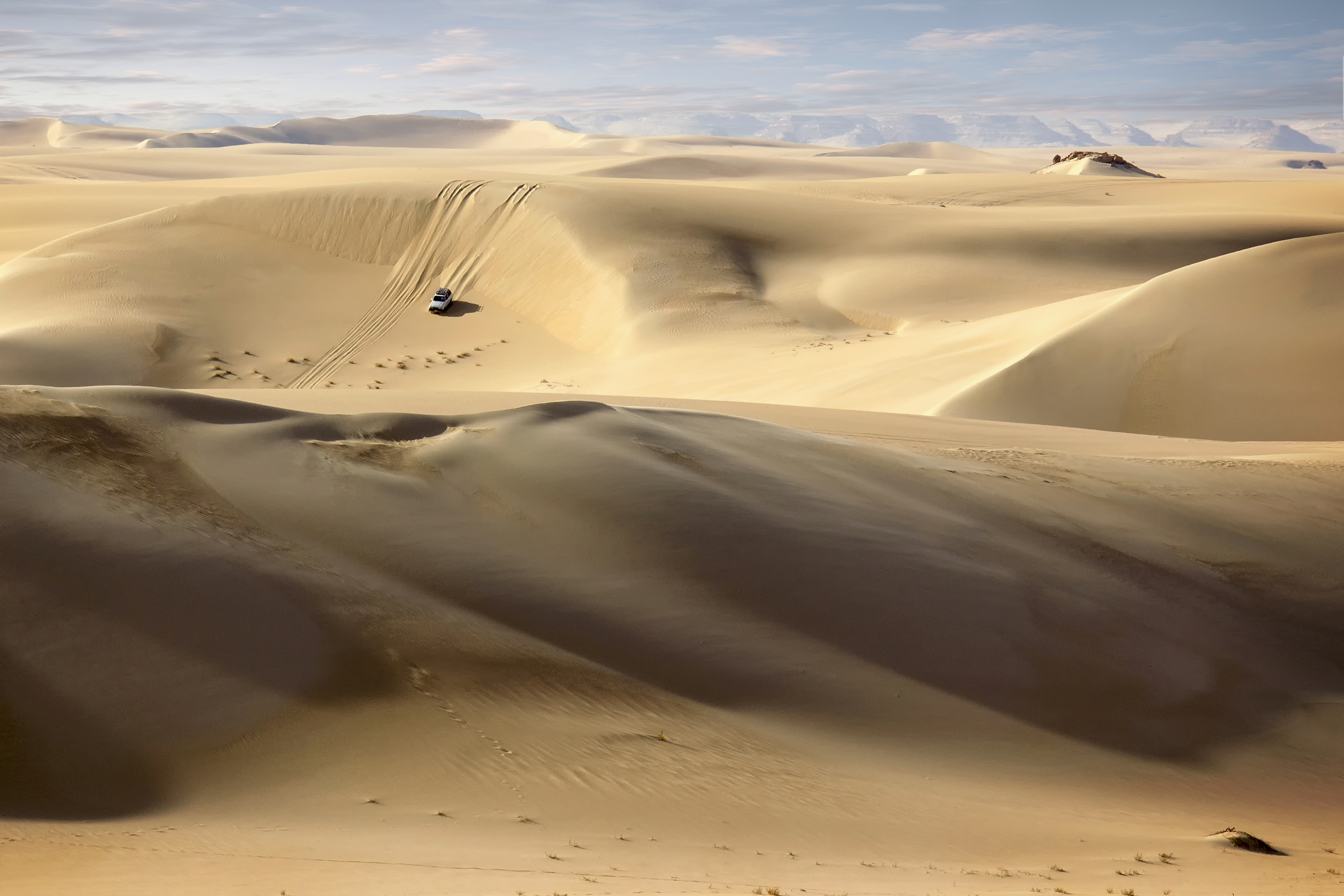
Катание по бездорожью в дюнах Сивы.

Фестиваль Сияха (Ид Эль Соль – Ид Эль Хасад), проводимый в честь традиционного святого покровителя города Сиди Сулеймана, уникален для Сивы. (Название часто неправильно понимают как отсылку к «туризму», но на самом деле оно предшествовало туризму.) Известно, что по этому случаю местные мужчины встречаются на горе недалеко от города Габаль аль–Дакрур, чтобы вместе поесть, попеть песни, поблагодарить Бога, и примириться друг с другом; все семьи сиванцев помогают друг другу в приготовлении пищи, в этот день сиванцы едят фатту (рис, поджаренный хлеб и мясо), после молитвы «Дор» (12:00) вся сиванская молодёжь собирается, чтобы устроить банкет, никому не разрешается есть до того, как звонивший объявит о начале трапезы, чтобы все могли поесть вместе, женщины остаются праздновать в деревне танцуют, поют и играют на барабанах. Еда для фестиваля покупается коллективно, на средства, собранные мечетями оазиса, празднования длятся 3 дня, и ранним утром четвертого дня сиванские мужчины устраивают большое шествие, держа флаги и распевая религиозные песни, шествие начинается от Габаль–эль-Дакрура и заканчивается на площади Сиди Солейман – в центре Сивы – объявлением окончания фестивалей и начала нового года без ненависти или обид, а с любовью, уважением и примирением.
Дети сиванцев традиционно также праздновали Ашуру, зажигая факелы, распевая песни и обмениваясь сладостями. Празднование для взрослых ограничивается приготовлением обильного ужина.

### Отношения с бедуинами

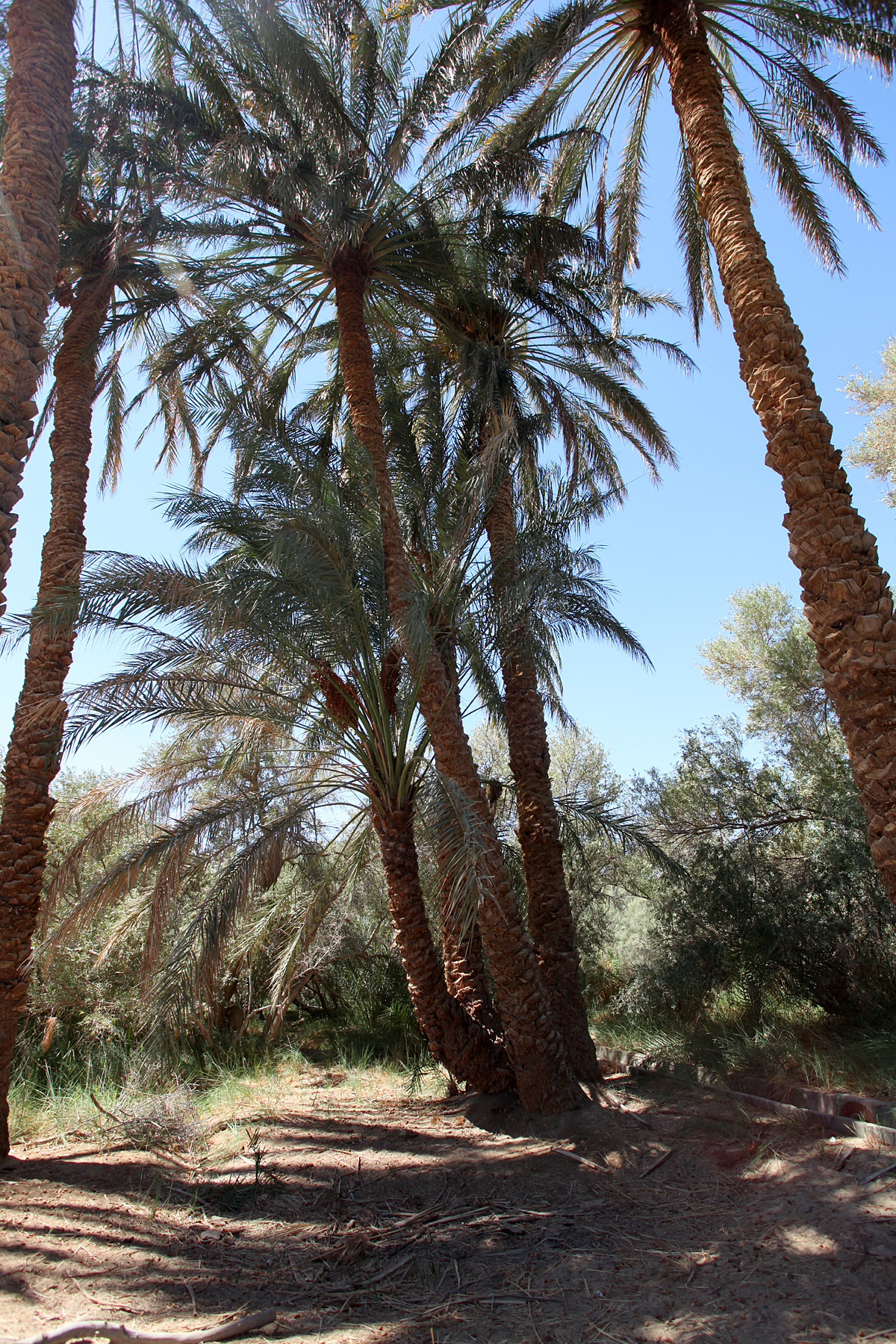
Пальмы в Сиве.

Сиванцы преимущественно эндогамны, лишь изредка вступая в брак с неместными. Тем не менее, бедуинские невесты в Сиве получают более высокую цену, чем сиванки.
По словам старших членов бедуинского племени Авлад Али, отношения бедуинов с сиванцам традиционно опосредовались системой «дружбы», в соответствии с которой конкретный сиванец (и его потомки) был другом конкретного бедуина (и его потомков). Бедуин останавливается в доме сиванца, когда приезжает в Сиву, и обменивает свои продукты животного происхождения на зерно, финики и оливковое масло из Сивы.
Горячие источники являются одной из главных достопримечательностей для туристов.

### Роль женщин
Женщины традиционно играли заметную роль в семьях сиванцев, часто отвечая за финансовые дела домохозяйства. Они также отвечают за воспитание детей; заместитель мэра города заявил в 1985 году: «Если наши дети говорят на сиуа, то они в долгу перед нашими женщинами».

## Экономика

### Сельское хозяйство
Сива является одним из самых перспективных мест с его водным потенциалом для мелиорации тысяч гектаров земли, поскольку она расположена на месте протекания пресных подземных вод. Сива славится выращиванием финиковых пальм, оливковых деревьев, различных фруктовых деревьев, зерновых культур, таких как пшеница, ячмень и некоторые овощи, а также некоторыми рыбными хозяйствами. Сива с древних времён славилась своими финиками, и выращивание финиковой пальмы на сегодняшний день является крупнейшим компонентом её экономики, где то примерно пятая часть от выращиваемых культур. На втором месте после фиников находится выращивание оливок. Оливковое масло экспортируется в Европу (сорт Extra virgin olive oil). Кроме этого, Сива известна джутом. Однако сельское хозяйство в оазисе сталкивается с проблемами, которые угрожают его выживанию из-за засоления земель и высокого уровня сельскохозяйственного использования дренажных вод.

### Туризм
Туризм в последние десятилетия стал жизненно важным источником дохода. Большое внимание уделялось созданию отелей, использующих местные материалы и демонстрирующих местный колорит.

## Галерея

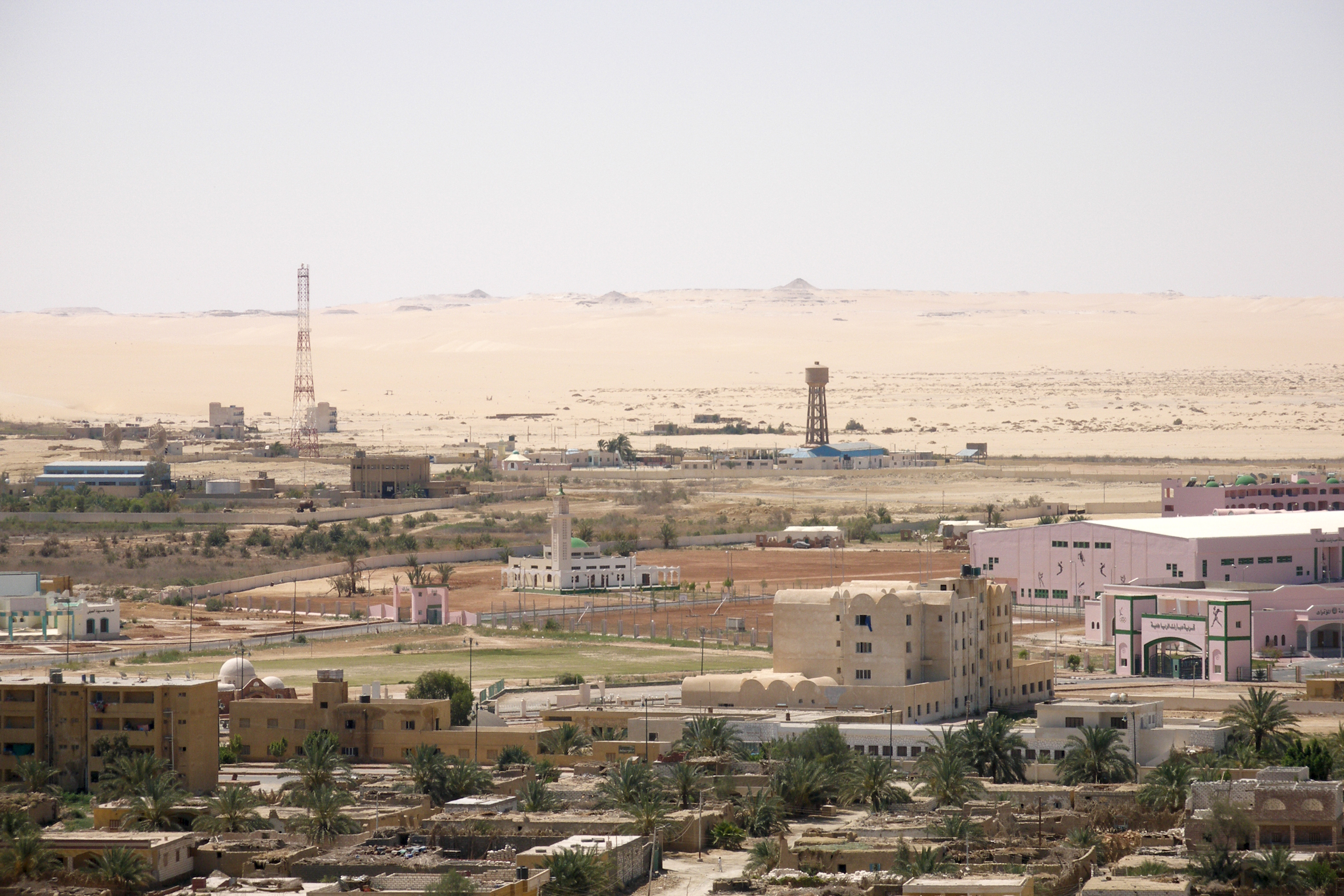
Панорамный вид на центр Сивы
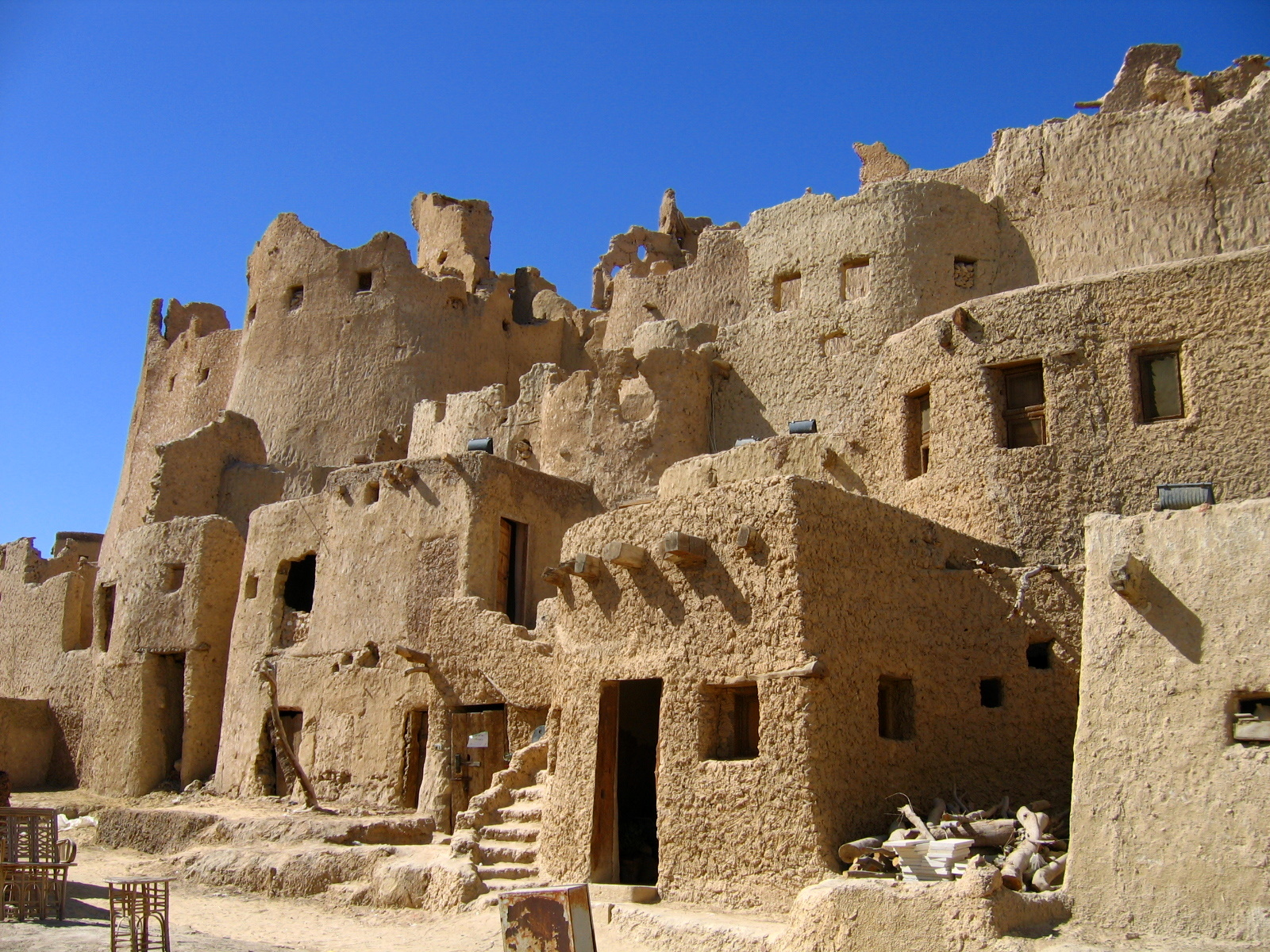
Глинобитные дома в старом городе Шали
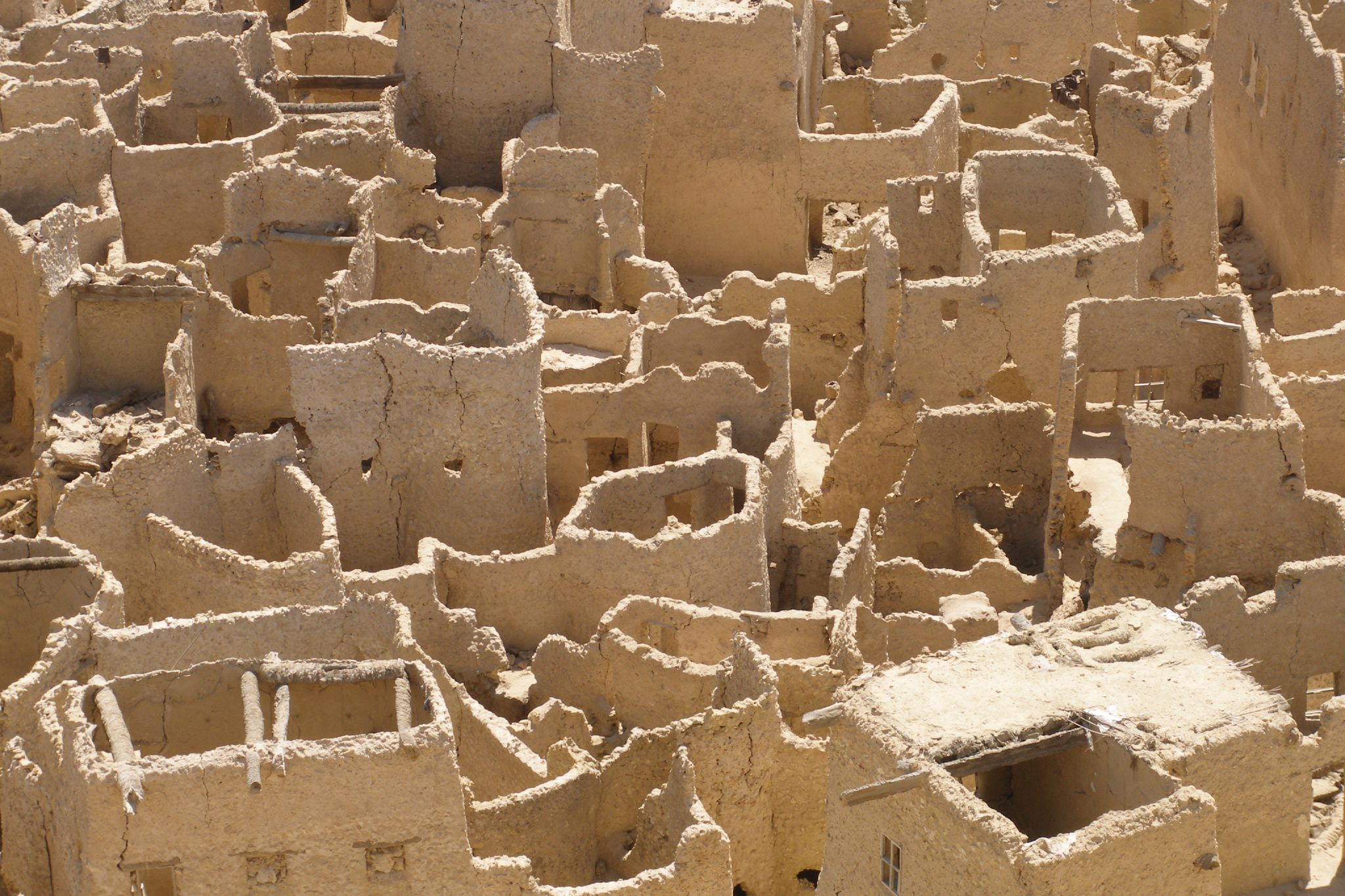
Старые дома в старом городе Шали
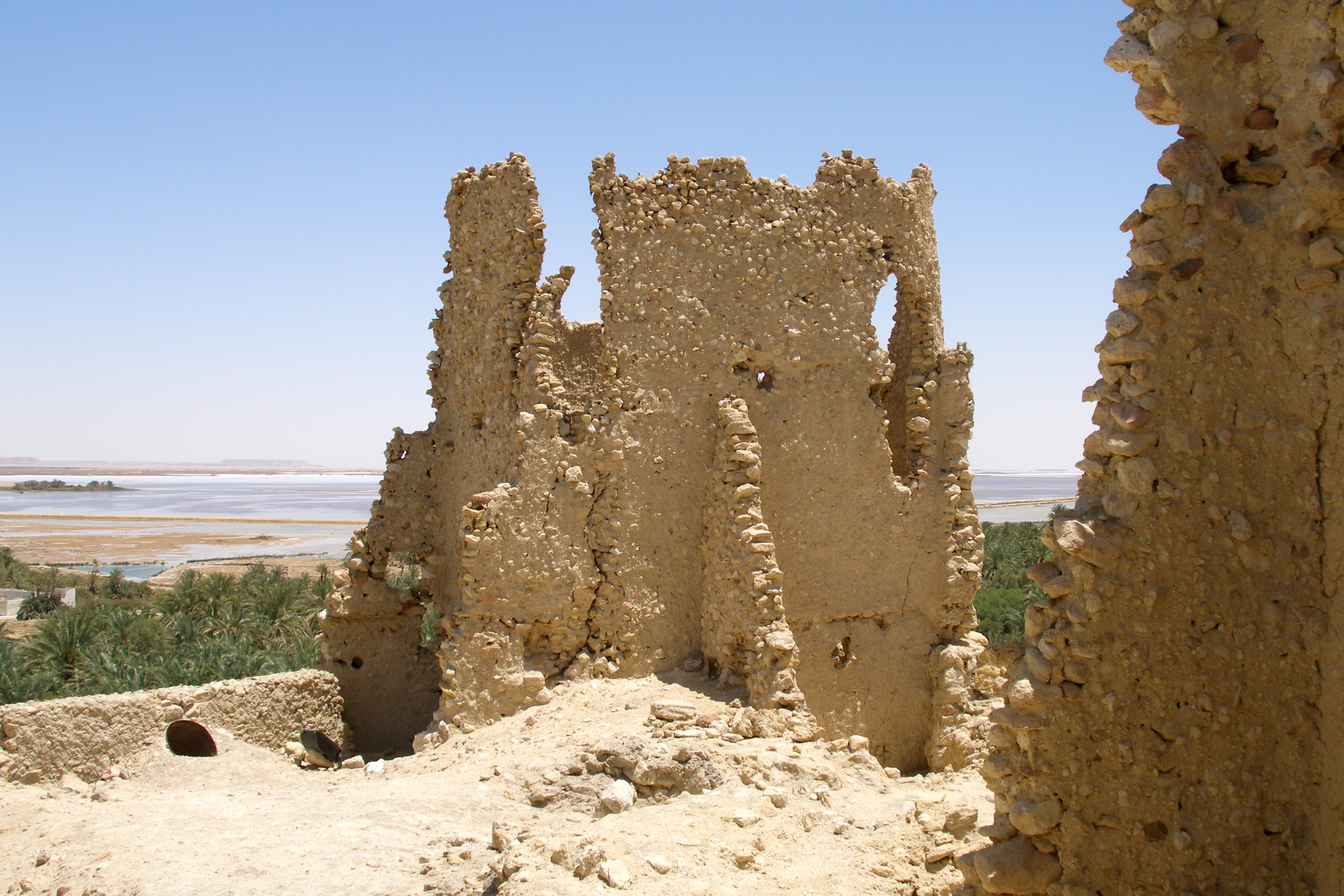
Стены возле храма
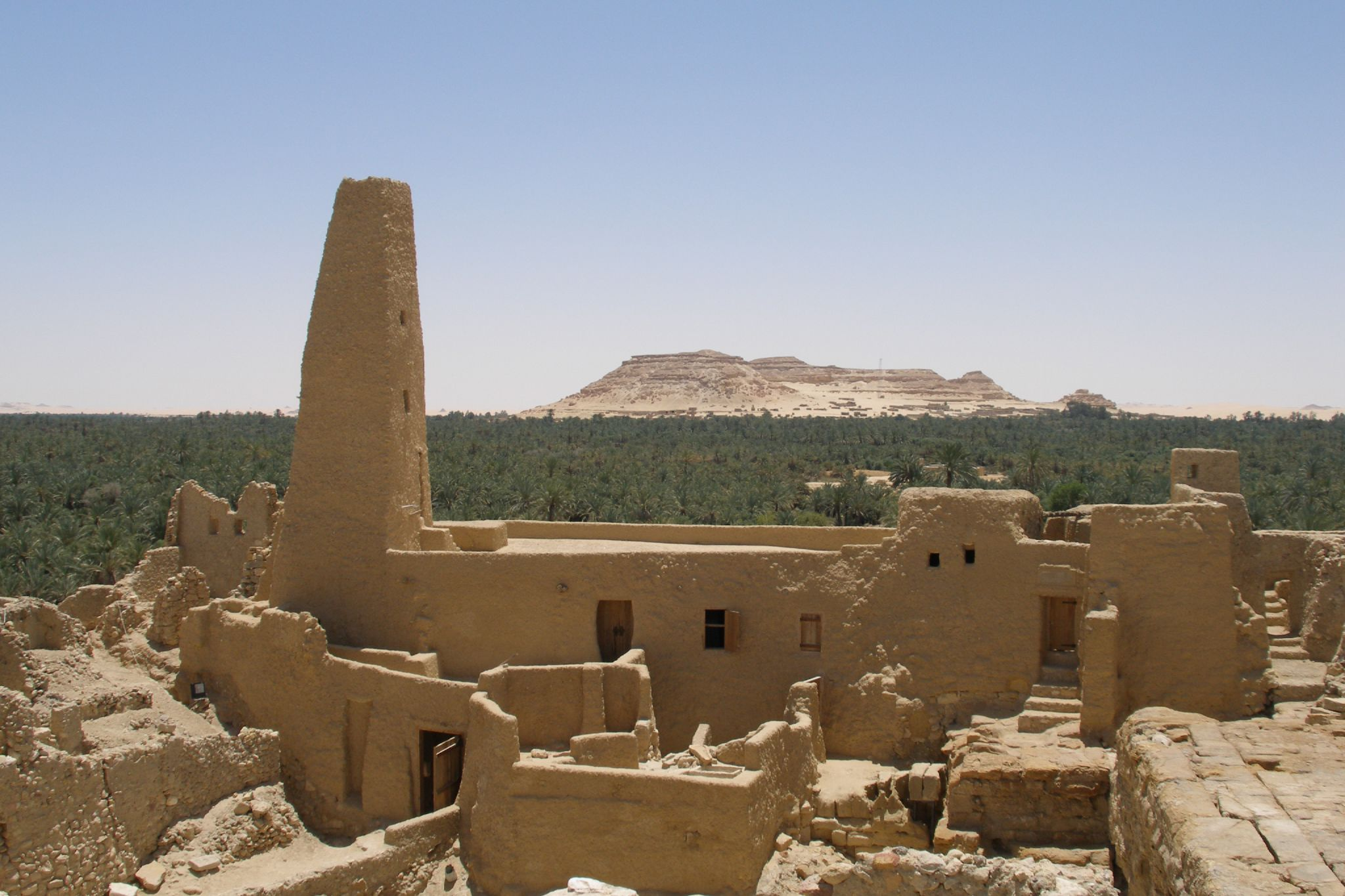
Мечеть в Агурми
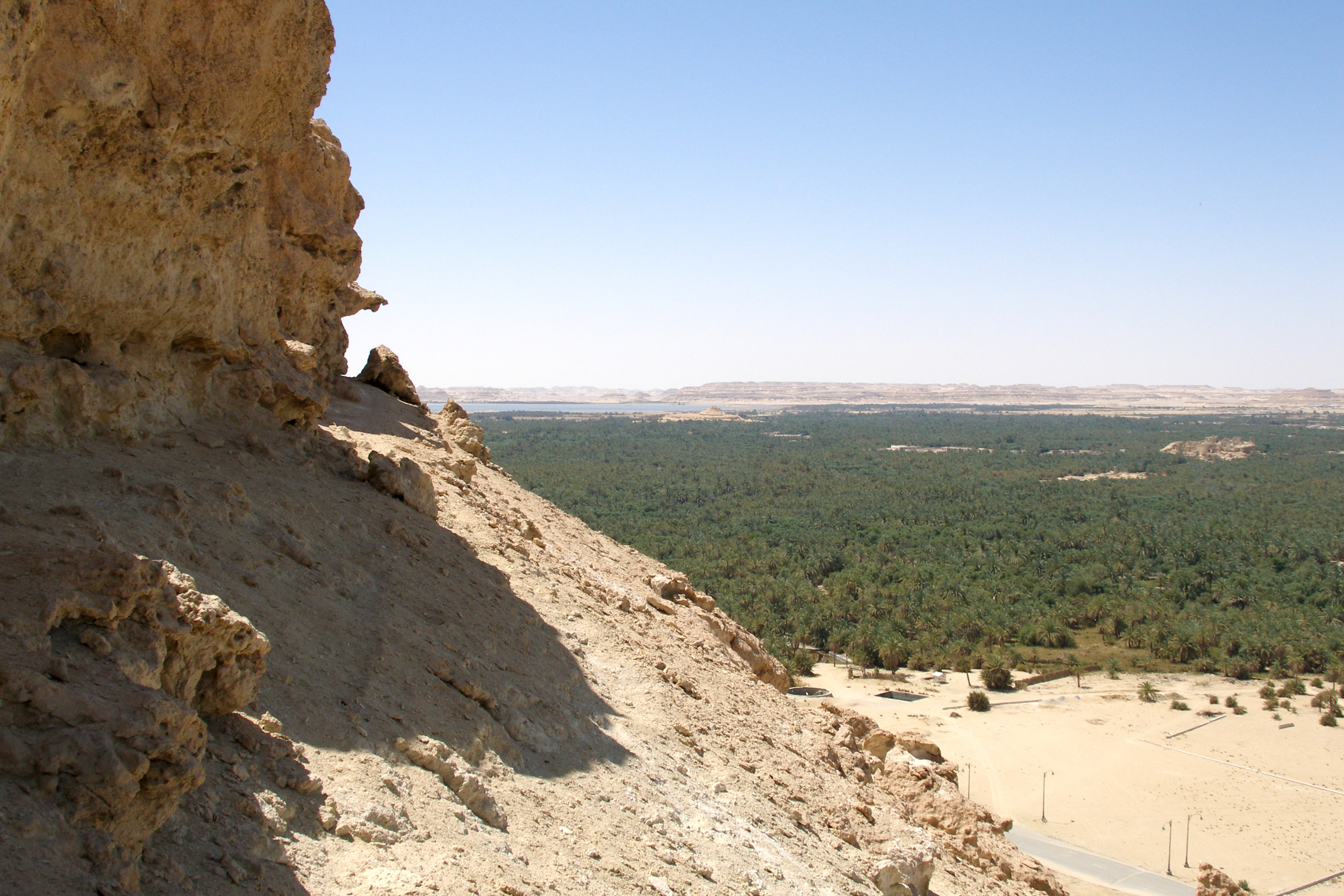
Образования в пустыне на границе оазиса
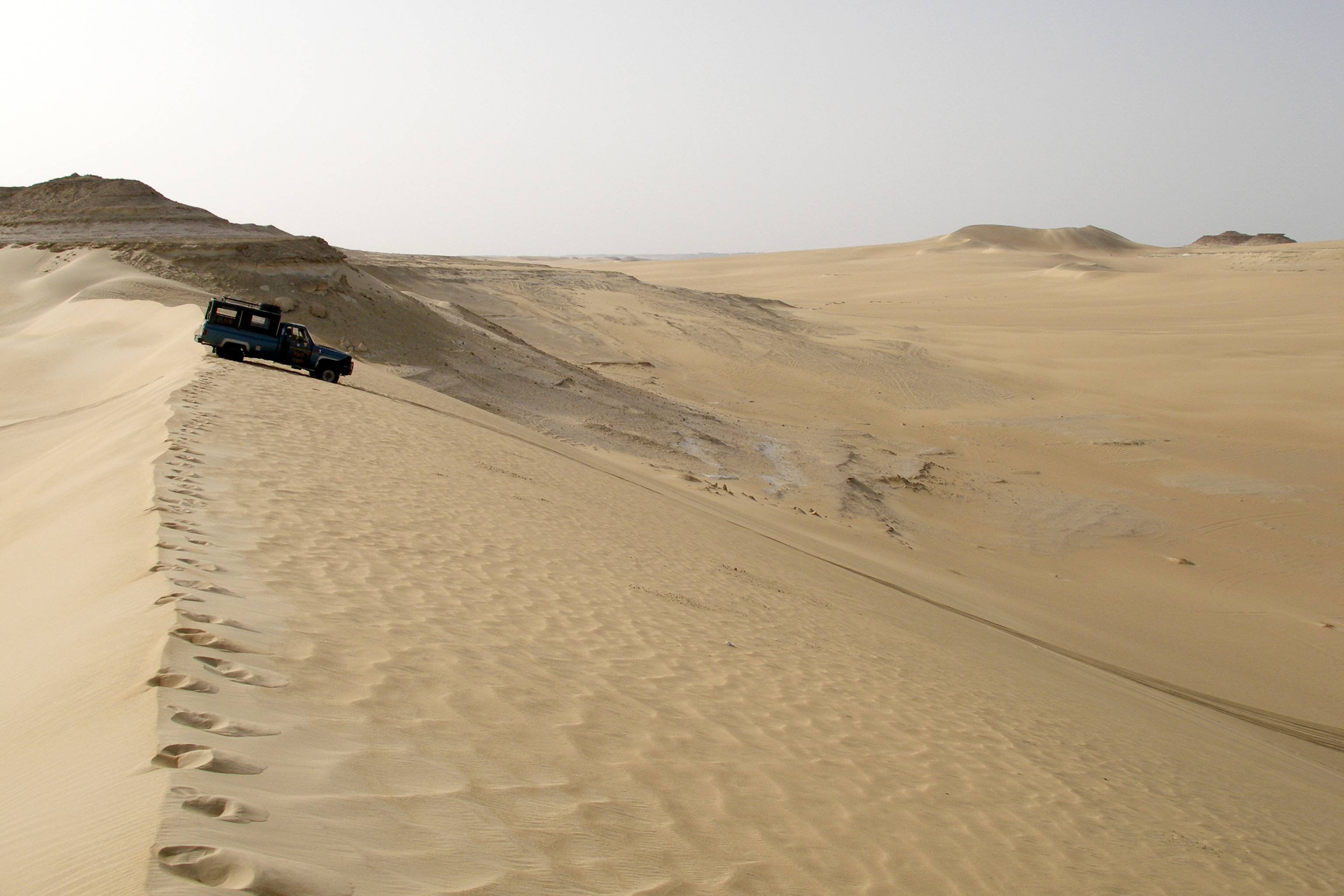
Песочные дюны в пустыне рядом с оазисом
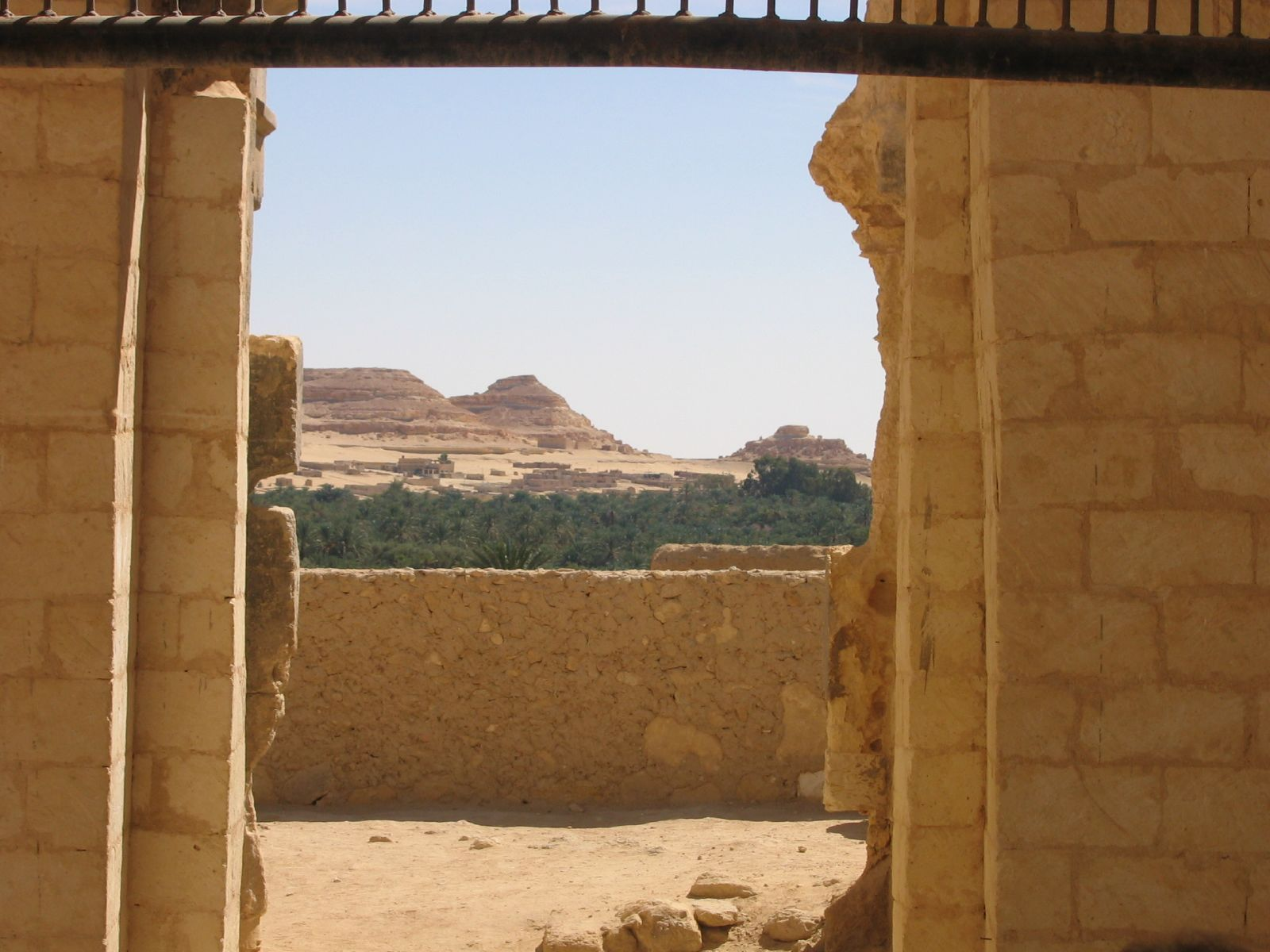
Вид из храма оракула Амона на Гебель эль-Дакрур
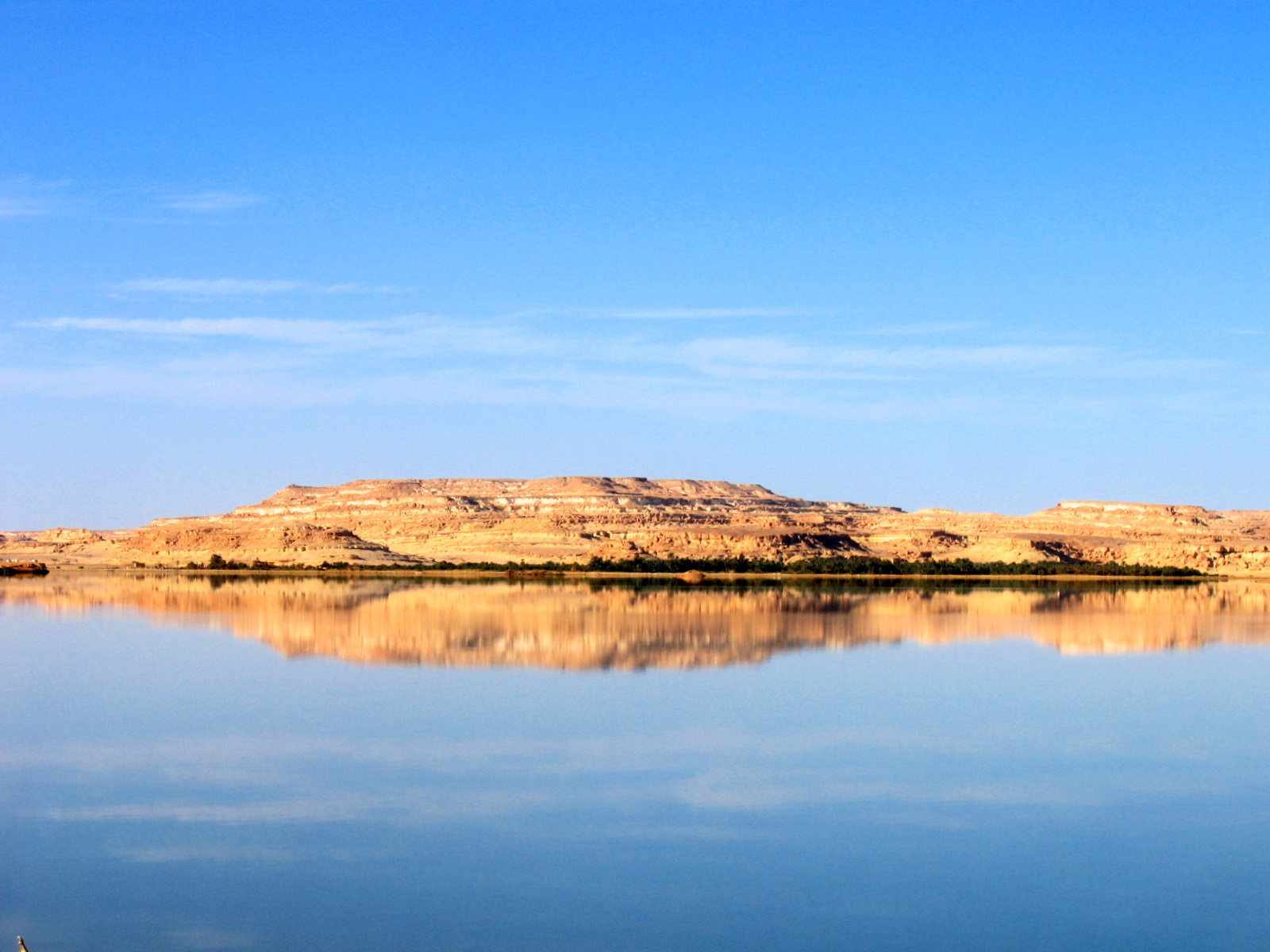
Солёное озеро в Сиве
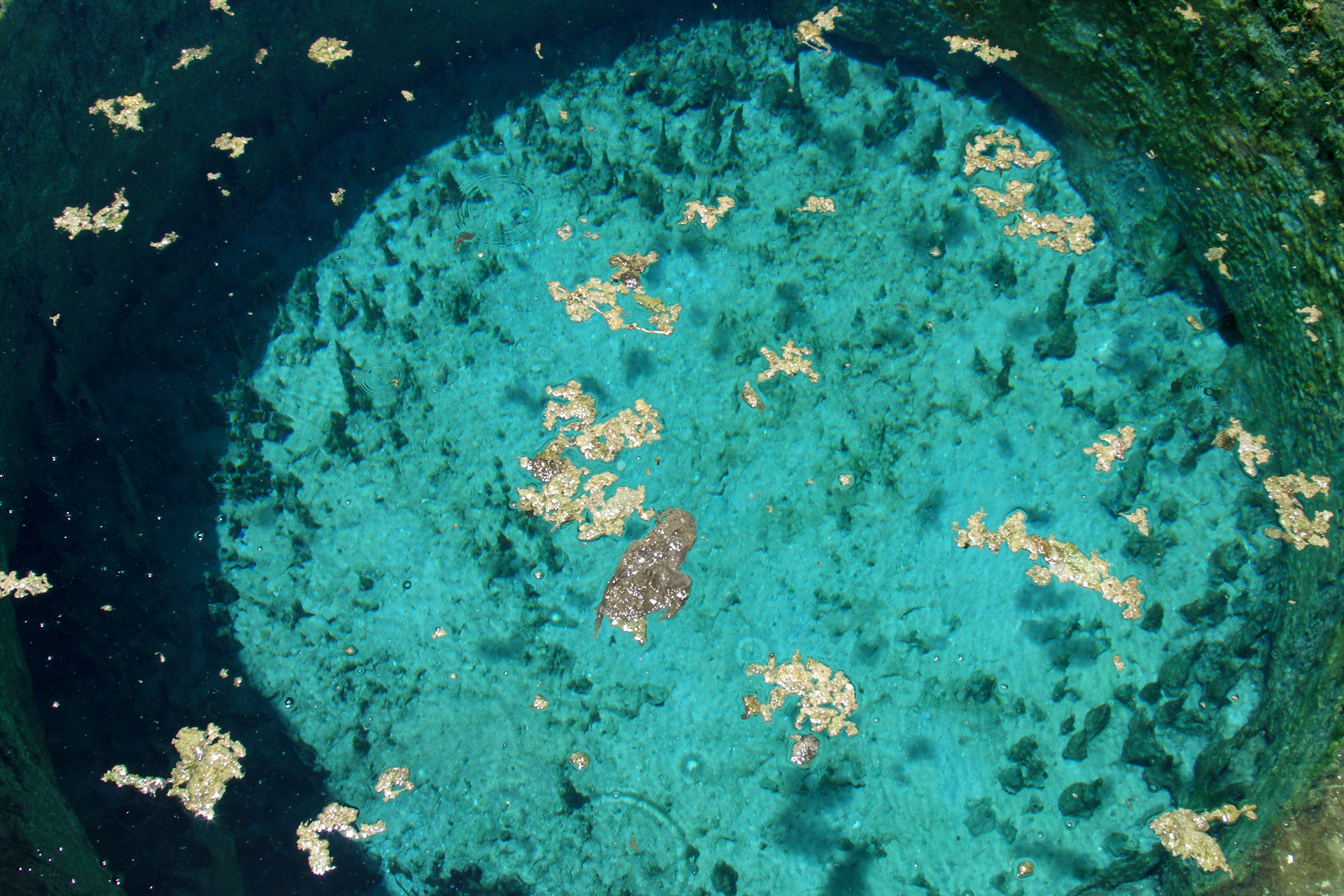
Ванна Клеопатры
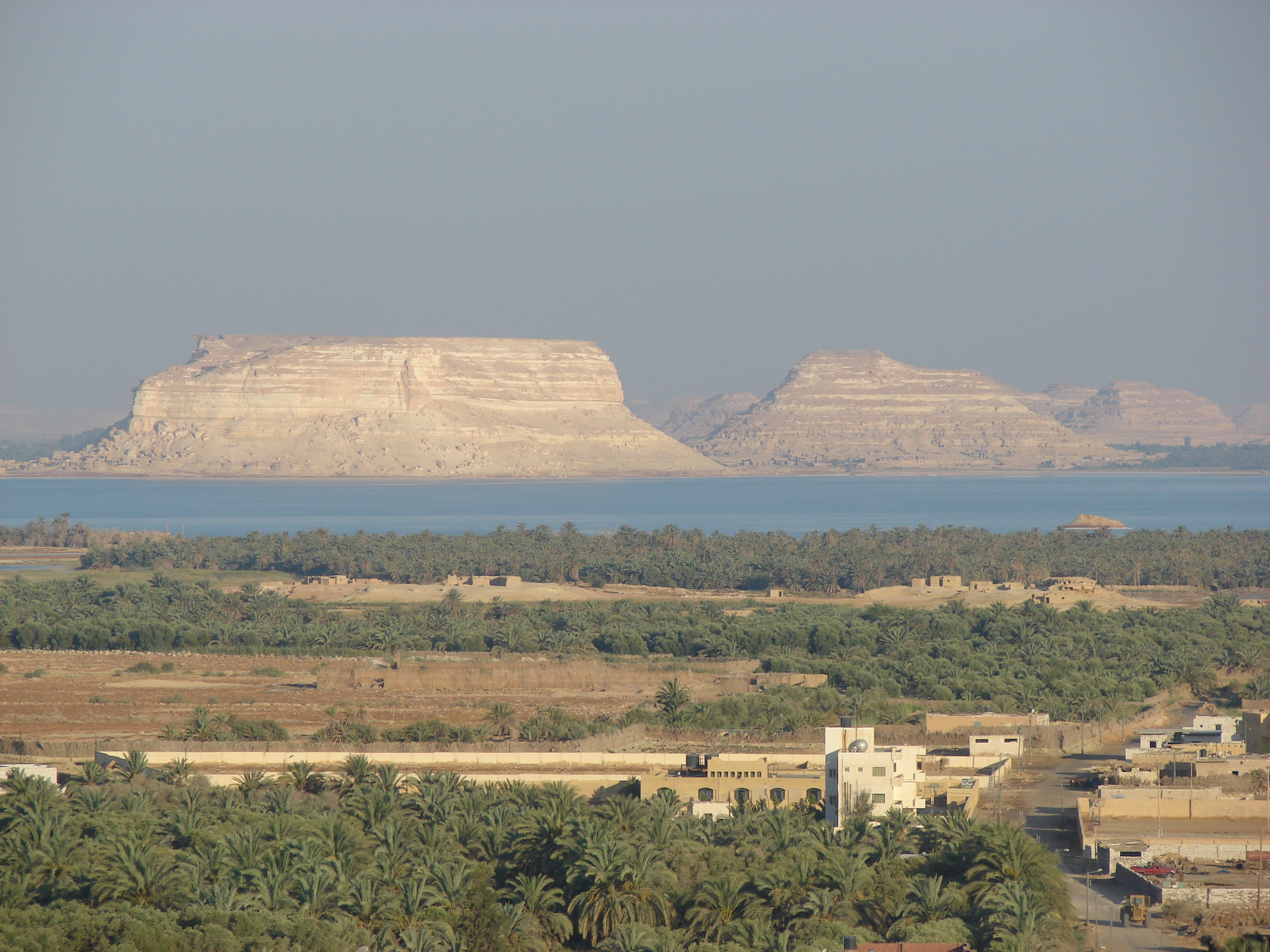
Оазис Сива, Кесм-Сива, мухафаза Матрух, Египет
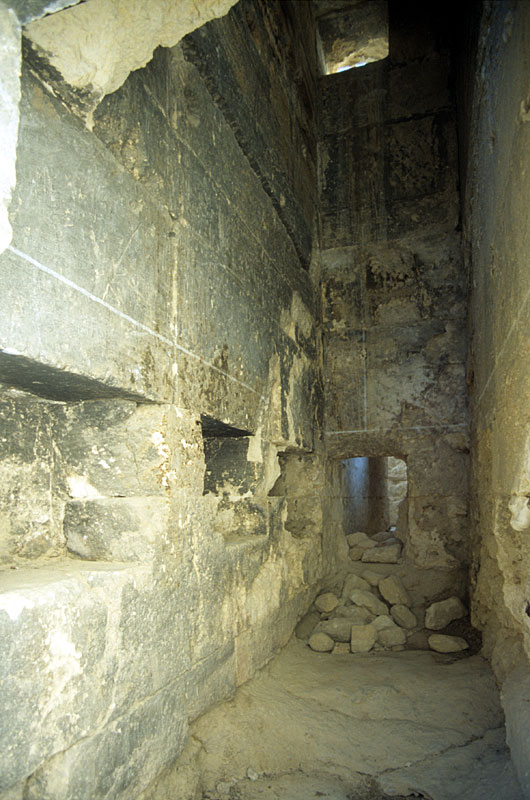
Коридор, ведущий в тайную комнату над святилищем в храме Амона, Агурми, Сива, Египет
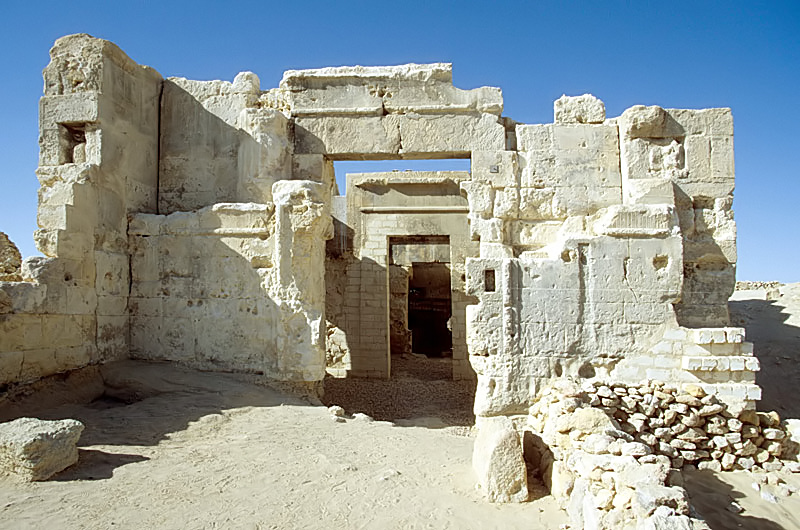
Храм Амона, вид на север, Агурми, Сива, Египет
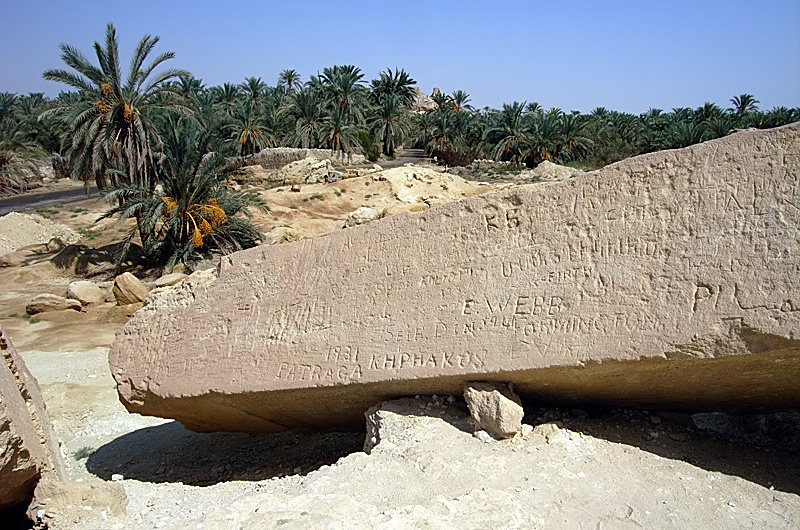
Каменный блок с надписями от посетителей на месте храма Амона, Умм-Убайда, Сива, Египет
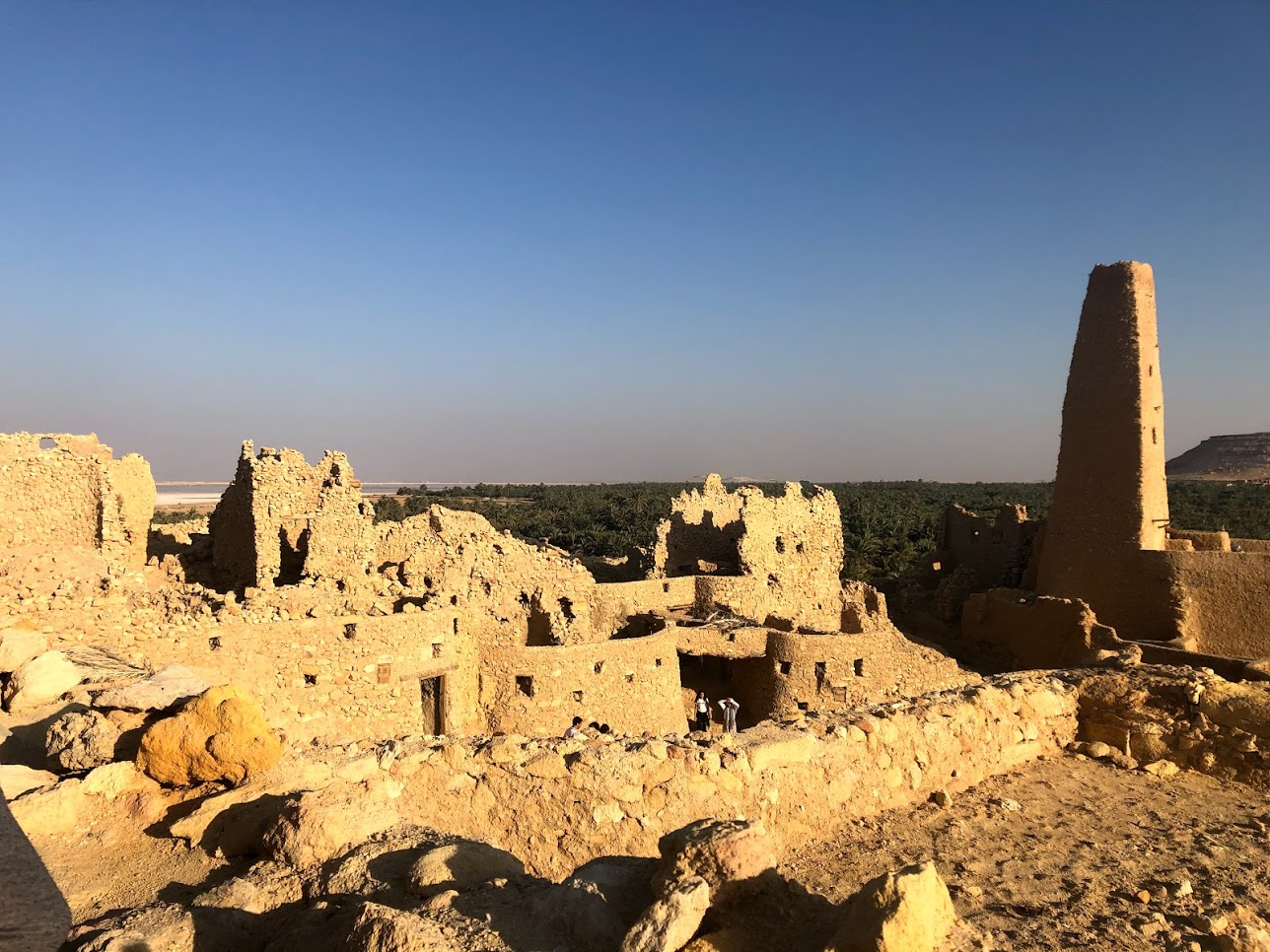
Панорамные виды на развалины гороода Шали и мечеть Агурми
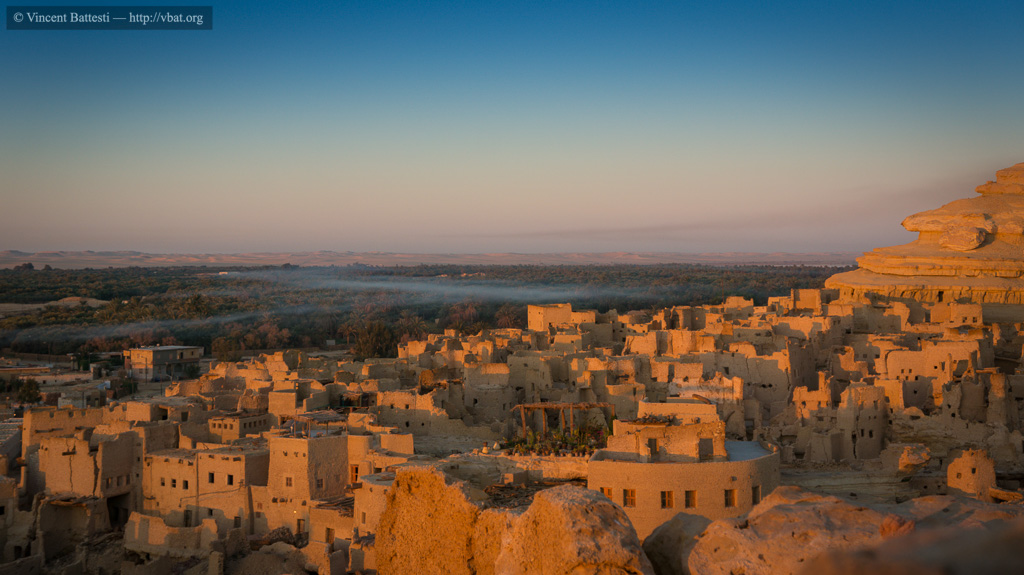
Панорамный вид на город Шали и оазис